# 朝日新聞

朝日新聞社の社旗（大阪本社）

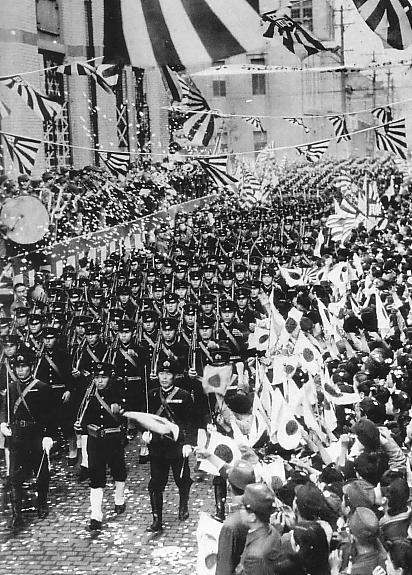
1944年5月27日の海軍記念日式典。
頭上にはためく朝日新聞社の社旗が見える。

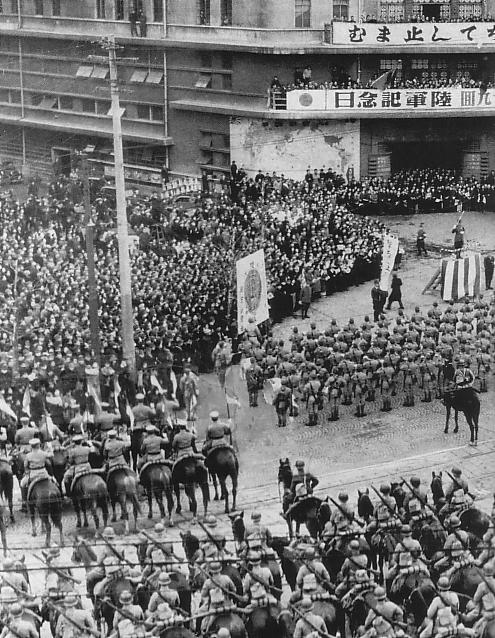
1944年3月10日の陸軍記念日式典。
奥に日章旗の掲げられた旧東京本社（現：有楽町マリオン）の社屋が見える。

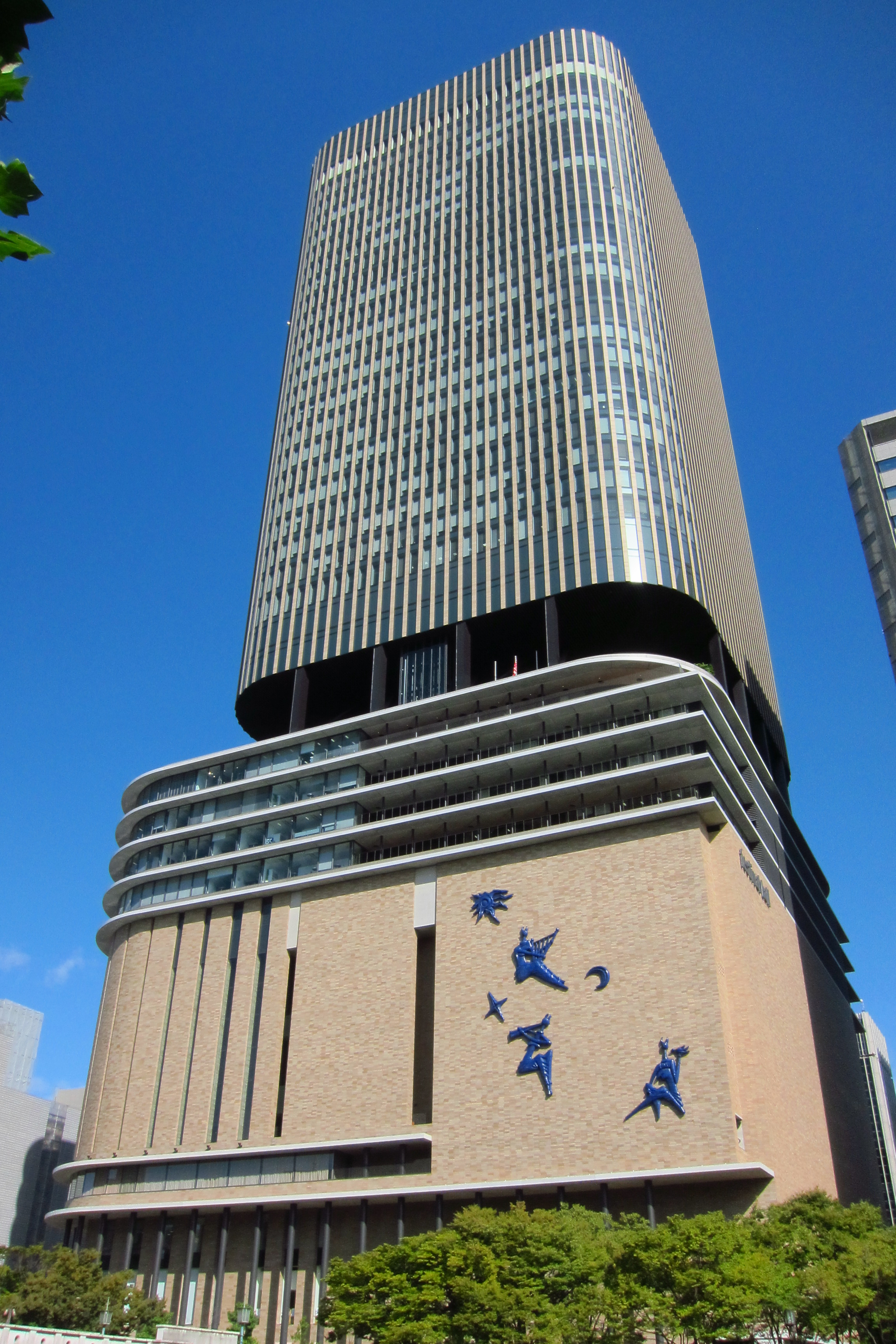
大阪市北区中之島にある朝日新聞大阪本社（朝日新聞社の登記上本店）

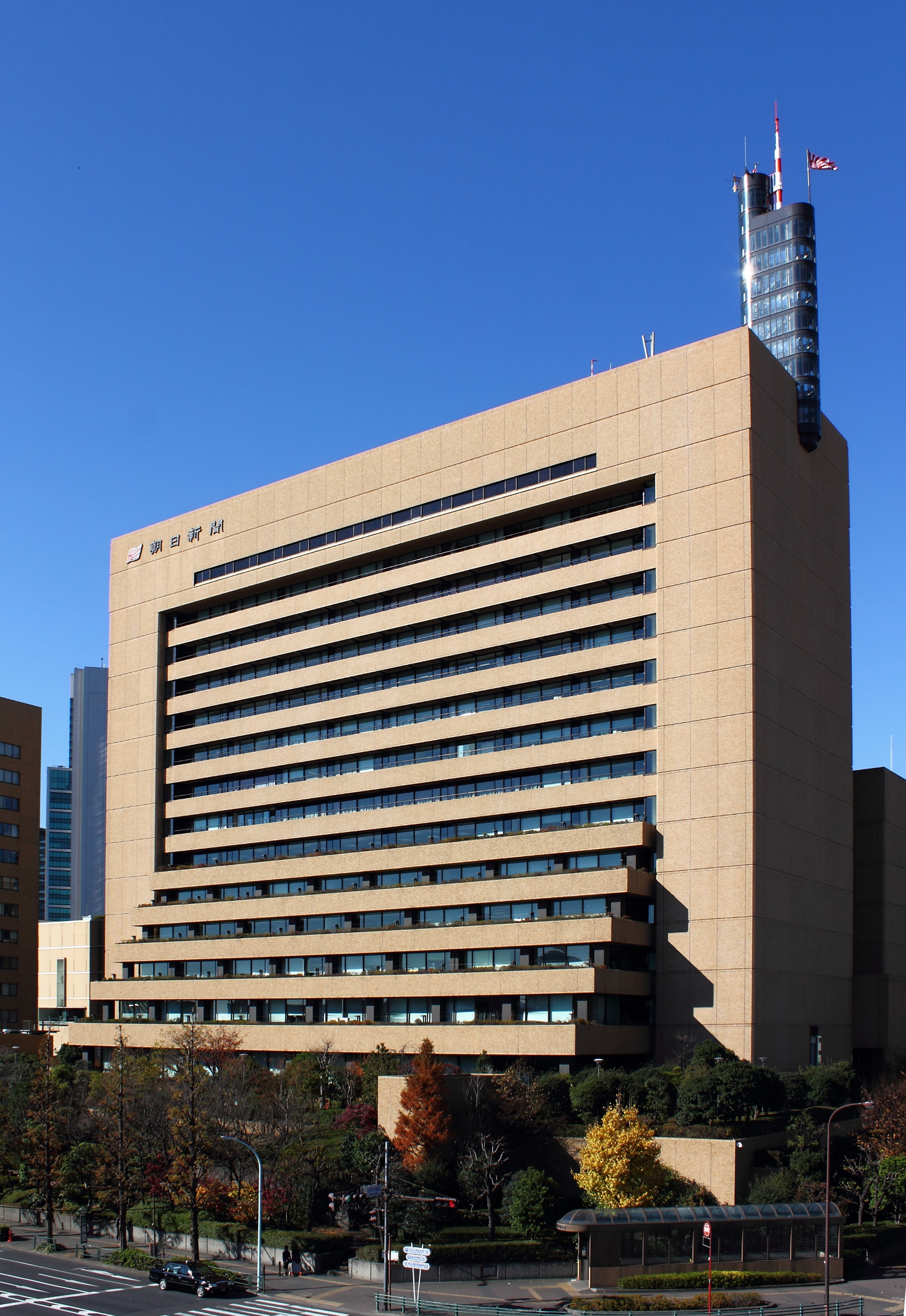
東京都中央区築地にある朝日新聞東京本社

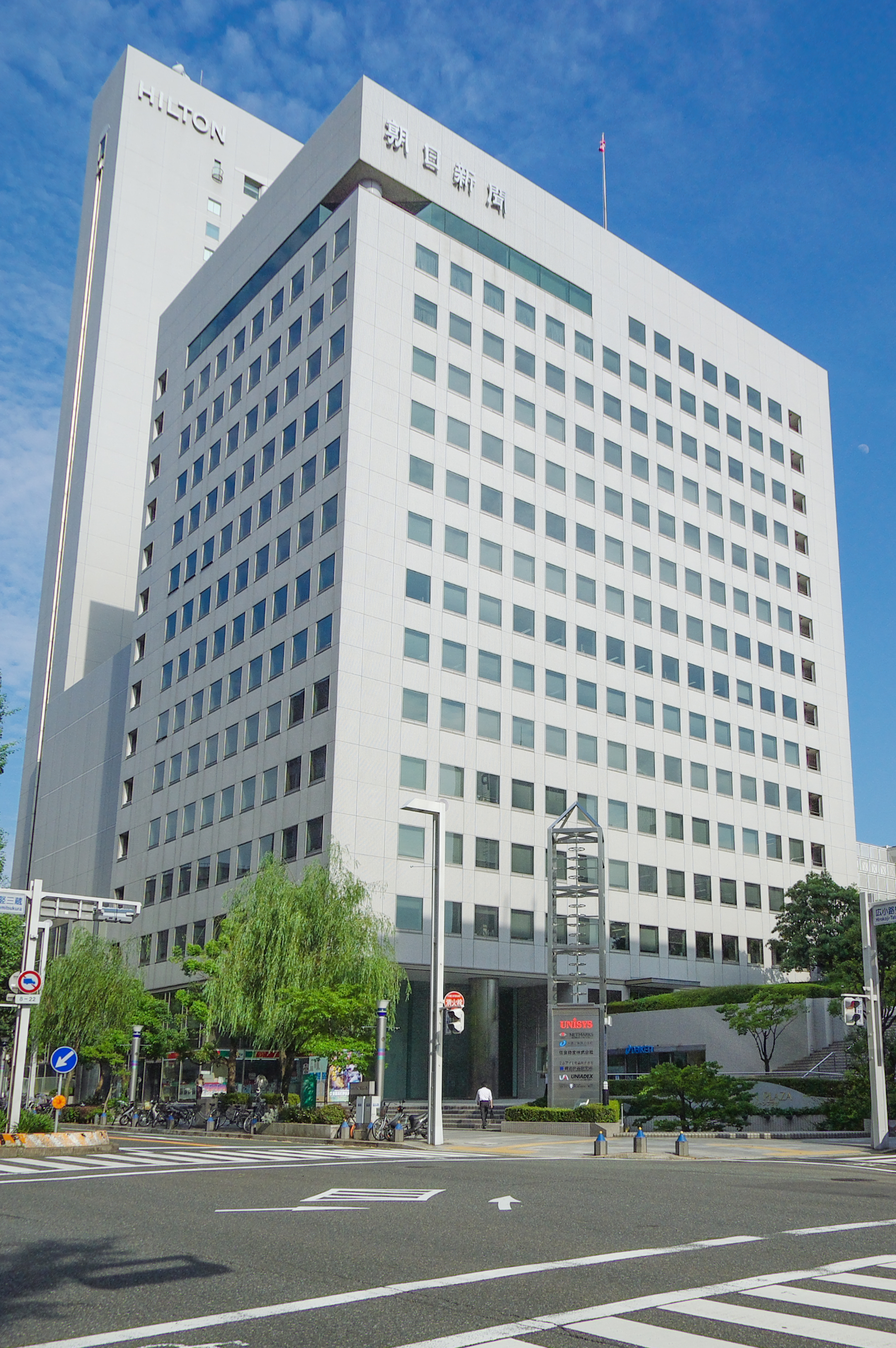
名古屋市中区栄にある朝日新聞名古屋本社

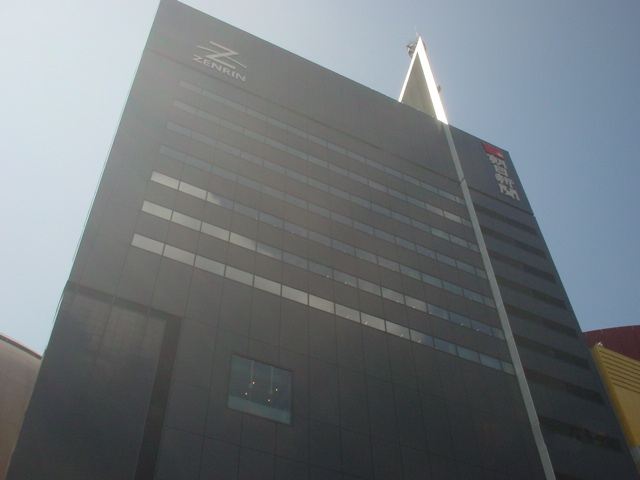
北九州市小倉北区リバーウォーク北九州にある朝日新聞西部本社

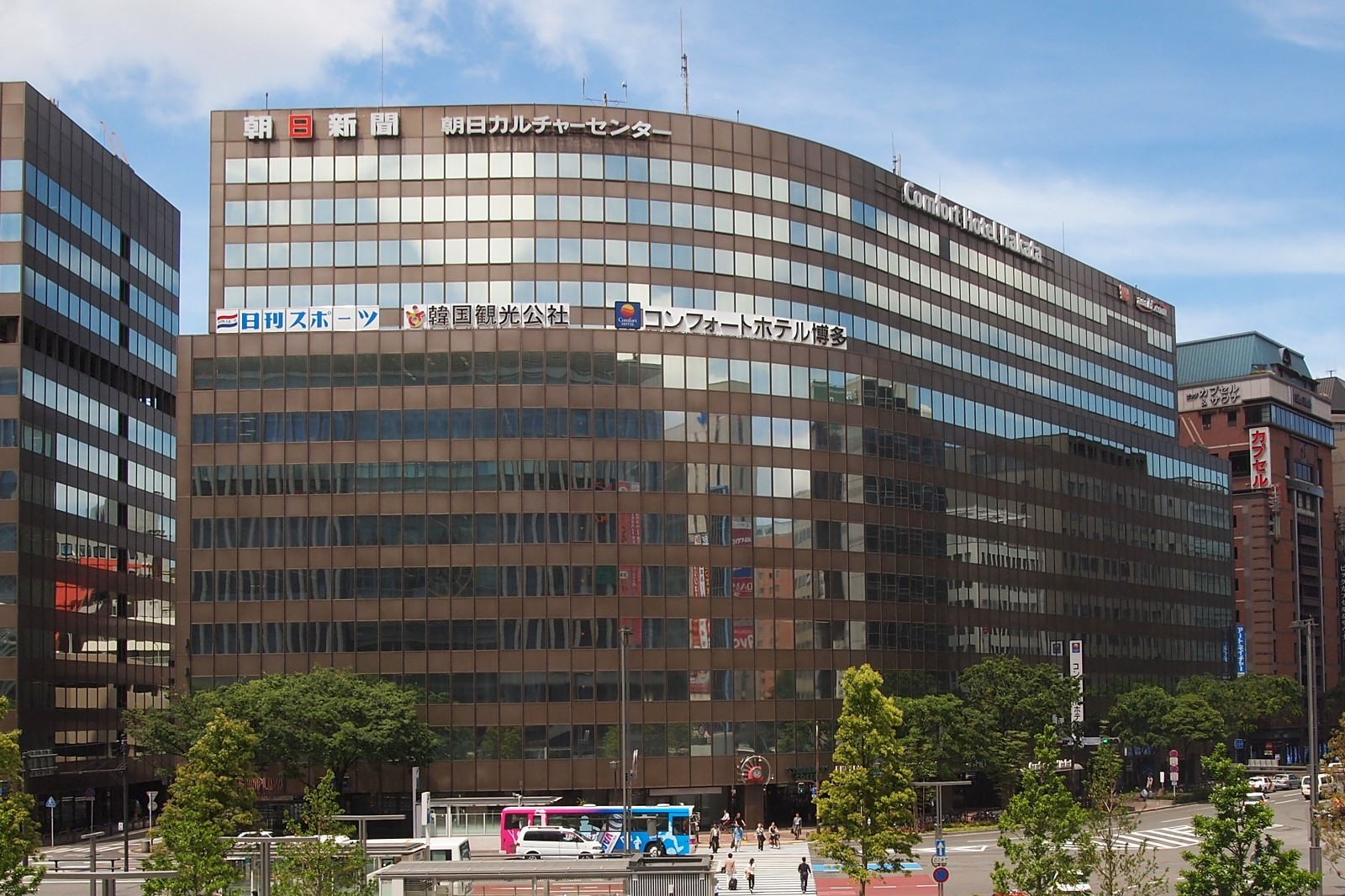
福岡市博多区博多駅前にある朝日新聞福岡本部

朝日新聞（あさひしんぶん、英語: The Asahi Shimbun）は、大阪府大阪市に登記上の本店を置く朝日新聞社が編集・発行する日本の新聞である。日刊、全国紙。発行部数は読売新聞に次ぎ国内第2位である。
2024年9月時点で国内に43総局、65支局を配する。海外には5か所に総局、世界各地に22の支局を設置しているほか、AP通信、ロイター、タス通信など世界の通信社と契約を結び全世界に取材網を張っている。政治・社会問題に強みがあり、数々のスクープ記事で日本新聞協会賞、JCJ賞ほか報道関連の賞を多数受賞している。1904年から続く一面のコラム『天声人語』はしばしば入学試験などに使用される。2022年には初の女性執筆者が担当することとなった。
1995年8月、インターネット情報サービス「asahi.com」を開設。2011年5月には有料版ニュースサイトとして「朝日新聞デジタル」を開設。2012年、両者を統合し朝日新聞デジタルへ移行した。
産経新聞、大阪毎日新聞（毎日新聞大阪本社の前身）などとともに大阪を発祥とする新聞である。「朝日」の由来は、初代編集主幹だった津田貞の提案「毎朝、早く配達され、何よりも早く人が手にするもの」から名付けられ、巷間に流布する「旭日昇天 万象惟明」は津田の友人らによる後付けであるという。

## 沿革
- 1879年
  - 1月25日 - 大阪府において、1部1銭、4ページ建てで創刊[15][16]。
  - 9月13日 - 朝日新聞初の論説「新聞紙論説の事を論ず」を掲載[16][17]。
- 1888年7月10日 - 東京の『めさまし新聞』を買収・改題し、『東京朝日新聞』を創刊[16]。
- 1889年1月3日 - 大阪本社発行の新聞を『大阪朝日新聞』と改題[18][19]。
- 1904年
  - 1月5日 - 大阪朝日新聞でコラム『天声人語』が掲載開始[16]。
  - 9月30日 - 東京朝日新聞で日露戦争の戦地写真「遼陽写真報」を掲載[注釈 1][16]。日露戦争の報道で大幅に部数を伸ばす。
- 1907年 - 夏目漱石が入社。日露戦争後の発行部数減少時期であり、学士文筆家としてすでに筆名の高かった漱石を読売新聞と争奪した結果の入社であった[20]。
- 1912年7月30日 - 大正改元を号外速報[16]。
- 1915年
  - 9月 - 外地版『鮮満附録』を発行[21][注釈 2]。
  - 10月10日 - 大阪朝日新聞で夕刊の発行を開始[22]。
- 1916年3月29日 - 東京朝日新聞でコラム『青鉛筆』が掲載開始[16]。
- 1918年
  - 5月 - 外地版『鮮満版』がスタート[21]。
  - 8月25日 - 大阪朝日新聞で白虹事件の発端となる記事を掲載[16]。
- 1921年2月1日 - 東京朝日新聞で夕刊の発行を開始[23]。
- 1921年5月1日 - 東京朝日新聞の日曜夕刊に岡本一平の漫画欄を新設[16]。
- 1925年4月 - 外地版『朝鮮朝日』がスタート[21]。
- 1928年7月 - 『朝鮮朝日』を『南鮮版』と『西北版』に分割[21]。
- 1933年11月 - 外地版『満洲版』『台湾版』がスタート[21]。
- 1935年
  - 2月11日 - 九州支社（後の西部本社）で発行開始。
  - 11月25日 - 名古屋本社で発行開始[16]。
- 1939年7月 - 第一回聖戦美術展を陸軍美術協会とともに主催[24]。
- 1940年9月1日 - 大阪朝日新聞と東京朝日新聞の題号を『朝日新聞』に統一[16]。
- 1943年1月1日 - 中野正剛の寄稿「戦時宰相論」掲載により発禁[16]。
- 1944年3月6日 - 夕刊の発行休止[22]。
- 1945年
  - 8月23日 - 社説「自らを罪するの弁」で戦意高揚など自社の戦争責任を告白。
  - 9月18日 - 連合国軍最高司令官総司令部（GHQ）が48時間の発行停止を命じる[25]。朝日新聞の記事と鳩山一郎の寄稿論文が最高司令官覚書の第一と第三に違反[26]。翌19日と翌々日20日の新聞が休刊[27]。
  - 11月7日 - 声明「国民と共に立たん」と、社説「新聞の新なる使命」を掲載[16]。
- 1946年11月21日 - 現代仮名遣いを採用[16]。
- 1947年6月8日 - 新聞小説が復活し、石坂洋次郎の『青い山脈』が連載開始[16][注釈 3]。同年10月4日に完結。
- 1949年11月30日 - 『夕刊朝日新聞』として夕刊が復活し、長谷川町子の漫画『サザエさん』が連載開始[16][22][注釈 4]。
- 1950年9月27日 - 伊藤律会見報道事件[28]。
- 1951年
  - 2月1日 - 根本進の漫画『クリちゃん』が夕刊朝日新聞で連載開始[16][注釈 5]。
  - 10月1日 - 朝夕刊のセット発行が再開[16]。夕刊朝日新聞は朝日新聞本紙の夕刊に統合。
  - 10月2日 - 「ひととき」欄を新設[16]。
- 1957年10月1日 - 「親さがし運動」の記事で第1回日本新聞協会賞を受賞[16]。
- 1959年6月1日 - 北海道支社で発行開始[29]。
- 1960年6月17日 - 安保闘争をめぐり、朝日新聞を含む在京7紙[注釈 6]で共同宣言「暴力を排し議会主義を守れ」を朝刊に掲載[16]。
- 1965年
  - 1月1日 - 日本の新聞で初めて発行部数500万部突破[16]。
  - 1月20日 - 大阪本社版の紙齢が3万号を達成。
  - 3月31日 - 『クリちゃん』が連載終了。
  - 4月1日 - サトウサンペイの漫画『フジ三太郎』が夕刊で連載開始[16][注釈 7]。
- 1968年3月 - 日中記者交換協定に同意。
- 1974年2月21日 - 『サザエさん』が作者・長谷川町子の長期病気療養に伴い連載終了。
- 1976年2月5日 - ロッキード事件を日本の新聞として第一報[16]。
- 1979年1月4日 - 園山俊二の漫画『ペエスケ』が夕刊で連載開始[30]。
- 1981年7月20日 - 紙面の文字を1段14字に変更。
- 1983年1月 - 紙面の文字を1段13字に変更。
- 1986年1月1日 - ロンドンで国際衛星版を発行開始[16]。
- 1987年9月19日 - 昭和天皇の病気をスクープし、本年度の日本新聞協会賞を受賞[16]。
- 1988年6月18日 - リクルート事件をスクープ[16]。
- 1989年4月20日 - 珊瑚記事捏造事件[31]。
- 1991年
  - 2月12日 - 1段12字に変更して活字拡大[16]。
  - 9月30日 - 『フジ三太郎』が連載終了。
  - 10月10日 - いしいひさいちの漫画『となりのやまだ君』（現『ののちゃん』）が朝刊で連載開始。
- 1992年
  - 6月27日 - 『ペエスケ』が作者・園山俊二の病気療養長期化に伴い打ち切り[30]。
  - 12月16日 - 大阪本社版の紙齢が4万号を達成。
  - 8月22日 - 東京佐川急便事件をスクープし、本年度の日本新聞協会賞を受賞[16]。
- 1995年8月 - ニュースサイト「asahi.com」を開設[9][32]。
- 1999年10月15日 - 和歌山毒物カレー事件報道で日本新聞協会賞を受賞[16]。
- 2000年4月2日 - 「くらし」欄を新設[16]。
- 2001年4月1日 - 1段11字に変更して活字拡大[16][注釈 8]。
- 2002年
  - 3月 - 日曜版を廃止し、同年4月6日より土曜版「be」を創刊[16]。
  - 4月1日 - しりあがり寿の漫画『地球防衛家のヒトビト』が夕刊で連載開始。
- 2005年
  - 4月3日 - 実質的な日曜版の復活となる『be on Sunda』を創刊し、土曜版は『be on Saturday』に改題[16]。
  - 4月25日 - JR福知山線脱線事故の写真報道により、同年度の日本新聞協会賞を受賞[16]。
- 2007年
  - 2月1日 - 読売新聞Webサイトの記事盗用発覚。「ジャーナリスト宣言。」と題した自社宣伝キャンペーンを自粛[33]。
  - 4月1日 - 紙面が刷新され、朝刊の1面題字左側に天気マークが記載される[注釈 9]。
- 2008年
  - 4月1日 - 紙面の文字を拡大し、15段組から12段組に変更[16]。
  - 10月6日 - 月曜日朝刊に中綴じの新紙面『GLOBE』創刊[34][35]。
- 2009年
  - 3月30日 - 「検証 昭和報道」がスタート[16]。
  - 4月 - 紙面刷新に伴い、再び日曜版が廃止され、一部の連載記事と週間テレビ番組表は土曜版に移行。
- 2010年
  - 1月1日 - 子供向けコラム「しつもん!ドラえもん」が朝刊で連載開始[36]。この日以降、一面にタイトルおよび質問[注釈 10]とともに、ドラえもんのイラストと「新聞をひらいてこたえをさがしにいこう」という文章が掲載されている[注釈 11]。
  - 5月1日 - 朝刊1部売りの値段を130円から150円に値上げ[37]。夕刊1部売りと宅配の月ぎめ購読料は据え置き[38]。
  - 9月21日 - 大阪地検特捜部主任検事証拠改ざん事件をスクープし、史上初となる「追加受賞」での日本新聞協会賞を受賞[39]。
- 2011年
  - 3月13日 - 東日本大震災報道に伴い、通常は発行されない日曜日の夕刊を発行[40]。
  - 3月31日 - この日の夕刊より紙面の文字を拡大し、1行の文字数は13字から12字、1段の行数は75行から72行に変更[41]。
  - 4月 - 『GLOBE』が日曜日の別刷りとなり、日曜版が復活[42]。
  - 5月18日 - 有料電子新聞『朝日新聞デジタル』創刊[11]。
- 2012年1月23日 - asahi.comのブランド名を朝日新聞デジタルに統一[12]。
- 2014年
  - 4月1日 - 消費税の8%増税に伴い、月極購読料を朝夕刊セット4,037円、朝刊統合版3,093円に改定（1部売りは朝・夕刊とも変わらず）。同日、朝夕刊セットの読者向けに、特典電子版のサービスを開始。
  - 8月5日・6日 - 32年前の1982年9月2日大阪本社版朝刊社会面に初掲載した吉田清治の証言にもとづき1990年代初めまでの計16回掲載の慰安婦強制連行に関する記事は裏付け得られず虚偽であったと特集報道[43]。
  - 9月11日 - 木村伊量社長や取締役編集担当らが記者会見を行い、5月20日付朝刊で報じた福島第一原発の社員が吉田所長の待機命令に違反し、撤退したとする記事の取り消しを発表し謝罪した。同時に吉田証言に基づく従軍慰安婦強制連行に関する記事の取り消しについても謝罪を行った[44]。
  - 10月9日 - 慰安婦報道の第三者委員会が初会合[45]。
  - 10月11日 - 第三者機関「報道と人権委員会」に吉田調書報道の審査・見解を求めた[46]。
  - 10月14日 - 一連の問題を受け「信頼回復と再生のための委員会」発足[47]。
  - 12月5日 - 臨時株主総会と臨時取締役会を開き、従軍慰安婦報道や吉田調書などの責任をとり木村伊量社長の辞任を決定[48]。
  - 12月22日 - 第三者委員会による調査報告書の提出と会見が行われた。これを受けて同日に新聞ななめ読みの掲載見合わせ問題に関係した編集担当の杉浦前取締役ら3人が社内処分となる。
- 2015年
  - 4月 - 「折々のことば」（鷲田清一）が連載開始（月曜 - 金曜）。
- 2016年
  - 4月14日 - オウンドメディアを中心としたコンテンツマーケティングを提供するスタートアップ企業のサムライトの全株式を取得し、子会社化すると発表
- 2017年
  - 4月10日 - 欄外の曜日表記が、長年続いた「○曜日」から「（○〈曜日〉）」（『曜日』を省略）に変更される。
- 2018年
  - 9月5日 - 財務省による公文書の改ざんをめぐる一連のスクープが同年度の新聞協会賞受賞。
- 2019年
  - 4月1日 - 朝刊1面インデックス下に、JANコード（バーコード）が添付される。
- 2020年
  - 2月9日 - 横浜港着岸の新型コロナウイルス集団感染のクルーズ船「ダイヤモンド・プリンセス」へ朝日新聞400部・ジャパンタイムズ無料配布実施。(2月21日乗客下船/3月1日全員下船)
  - 3月2日 -「緊急時における新聞発行の相互援助協定」を中国新聞社と締結
  - 3月12日 -『知る新型コロナ　未知のウイルスと向き合う』タブロイド版20P別刷特集
  - 11月13日 - 労組との会合で、渡辺雅隆代表取締役が就任してからの6年間で朝日新聞の発行部数が185万部減少し、2020年度決算が創業以来の約170億円という大赤字に陥る見通しとなったことを発表し、渡辺雅隆代表取締役は経営責任を取って、2021年春に退任する意向を示唆した[49]。また2020年時点で約4,400人いる社員を、希望退職を実施するなどして約3,900人まで削減する考えを示した[50]。
- 2021年
  - 3月2日 - 大阪・名古屋発行版が紙齢50,000号（西部発行版は3月5日）。
  - 7月1日 - 月極購読料を朝夕刊セット4,400円、朝刊統合版3,500円に、1部売り料金を朝刊160円、夕刊60円にそれぞれ改定。改定自体は7年3ヶ月ぶりであるが、消費増税を伴わない改定は1993年12月以来、27年7カ月ぶりとなる。このことについて朝日新聞社は製作過程での合理化、人件費や経費節減、ならびに新型コロナウィルスの蔓延で販売・広告収入が減る一方で新聞製作コストは高くなっていること、深刻な人手不足などで戸別配達を維持することも難しくなってきたこと、新聞業界全体が同じような状況で、日本経済新聞社や読売新聞社など全国紙や地方紙が購読料をすでに見直す中での経営努力が限界に達したことを上げており、6月10日に社告と公式サイトで読者に通知した[51]。
  - 10月31日 - 同日投開票の第49回衆議院議員総選挙から共同通信社、テレビ朝日（ANN）、TBSテレビ（JNN）、フジテレビ（FNN）、テレビ東京（TXN）との6社共同で国政選挙における出口調査を実施[注釈 12][52][53]。
- 2023年
  - 4月28日 - 名古屋本社発行の夕刊（愛知・三重・岐阜）を廃止。[54]
  - 5月1日 - 月極め購読料を朝夕刊セット4,900円、朝刊統合版4,000円に、1部売り料金を朝刊180円、夕刊70円にそれぞれ改定[55][56]。
- 2024年
  - 3月31日 - 北海道支社発行の夕刊を廃止[57]。
  - 9月30日 - 静岡県、山口県、福岡県で夕刊の発行を廃止[58]。
- 2025年（令和7年）
  - 3月23日 - 長野県塩尻市の信濃毎日新聞塩尻製作センターで受託印刷を開始。長野全県分約2万5000部を印刷。[59]
  - 3月24日 - 群馬県藤岡市で印刷している新潟県内一部地域向けの朝日新聞朝刊約1万4000千部を新潟日報社に印刷を委託。これにより新潟県全域分の約2万7000部を委託することになった。[60]
  - 3月31日 - 若者モノ向けメディア＆コミュニティの『朝日新聞DIALOG』を終了。
  - 7月31日 -  東京・大阪本社で発行している土曜日の夕刊を廃止。[61]

## メディア指標
2023年（令和5年）1月より同社の媒体力を示すデータとして「朝日新聞メディア指標」の公表を開始した。
| 発表時期 | 朝刊部数 | 朝デジ有料会員 | 合計    |
| -------- | -------- | -------------- | ------- |
| 23年1月  | 383.8万  | 30.5万         | 414.3万 |
| 23年4月  | 376.1万  | 30.5万         | 406.6万 |
| 23年10月 | 357.3万  | 30.3万         | 387.6万 |
| 24年4月  | 343.7万  | 30.6万         | 374.3万 |
| 24年10月 | 334.9万  | 30.3万         | 365.2万 |

## 論調の変遷
2009年（平成21年）の新聞通信調査会の調査では、全国紙5紙の中では最も革新的論調であるとされている（5点を中心に保守をプラス、革新をマイナスに0-10点でスケールを取ったとき、読売新聞5.6、産経新聞5.3、日本経済新聞5.2、毎日新聞5.0、朝日新聞4.4）。
歴史的に見れば、朝日新聞の論調はその時々の時代背景に応じて変化し、一定ではない（ただし、この流れは全国紙で最も保守とされる読売新聞も同様である）。

### 創業期から明治時代
- 創刊期は、新聞小説と通俗記事が主体の大阪ローカルの小新聞だった[64]。また、参議の伊藤博文らが同じく参議の大隈重信を政府から追放した明治14年政変の翌年以降、政府と三井銀行から極秘裏に経営資金援助を受ける御用新聞として経営基盤を固めた[65][66]。その間に東京の『めさまし新聞』を買収して『東京朝日新聞』を創刊し、東京に進出した。日露戦争前には主戦論を展開し、1905年9月1日付の朝日新聞では「講和会議は主客転倒」「桂太郎内閣に国民や軍隊は売られた」「小村許し難し」などと書くなど日露講和にも反対した[66]。

### 大正時代
- 大正デモクラシー期には憲政擁護運動の一角を担い、当時の寺内正毅内閣を批判した[67][68][69][70]。また、1918年の米騒動では新興財閥の鈴木商店に対して、米の買い占めを行っている悪徳業者であると攻撃した[71][72]。これにより、鈴木商店は米価の高騰に苦しむ民衆の反感を買い、同年8月12日に焼き打ちされた。この事件を再調査した城山三郎は、当時の鈴木商店が米を買い占めていた事実はなく、焼き打ちは大阪朝日新聞が事実無根の捏造報道を行って米騒動を煽ったことによる「風評被害」[73]であり、鈴木商店と対立していた三井と朝日の「共同謀議」という仮説を立て、ノンフィクション小説として発表している[71]。これに関連して、寺内内閣を批判した記事に書かれていた「白虹日を貫けり」という字句が新聞紙法の「朝憲紊乱」に当たるとして当局に発禁を迫られ、同年10月15日に編集局幹部らが退社し、同記事を執筆した記者は有罪となり社を追われた（白虹事件）。事件後、朝日新聞は「不偏不党」「評論の穏健妥当」などを標榜する綱領を発表した[注釈 13]。
- 第一次世界大戦後は軍縮支持[74]、シベリア出兵反対[注釈 14]、普通選挙実施を主張し[75]、反軍・リベラルの論調だった。しかし、満州事変以降は概して対外強硬論を取るようになり[76][注釈 15]、軍部への迎合に転換し、第二次世界大戦終了までは戦争賛美の論調だった[76]。背景には在郷軍人会や神社関係者による不買運動があり、営業面を考慮した結果だったとされる[76]。

### 昭和時代の第二次世界大戦終結以前
- 1930年代後半からは首相・近衛文麿の戦時政府（近衛新体制運動）を積極的に支持した[77]。緒方竹虎主筆[注釈 16]の承認の下、笠信太郎[注釈 17]、佐々弘雄[注釈 18]、尾崎秀実といった朝日新聞社の有力な論説委員、記者たちが近衛政権のシンクタンクである昭和研究会の中心メンバーとなった[82]。緒方主筆自身も、新体制準備委員として新体制運動に積極的に関与した。日中戦争拡大の論陣を張り、後に朝日新聞社を退社しコミンテルンの工作員であった尾崎秀実、および、朝日新聞東京本社政治経済部長田中慎次郎や同部員磯野清は、ソ連軍のスパイであったリヒャルト・ゾルゲが組織したゾルゲ諜報団の一員として検挙され、尾崎は首謀者の1人として裁判を経て死刑に処された[注釈 19]。
- 関東軍が満州事変を起こし、満州国を建国した後、国際連盟に拒否されて脱退した際には「連盟よさらば」という歌を作成して代表の松岡洋右を賞賛している[注釈 20]。
- 日中戦争（支那事変）・太平洋戦争（大東亜戦争）中は主戦論を主張する軍部の御用新聞として君臨し[83][84]、毎日新聞や読売新聞[注釈 21]といった他紙と同様の戦争翼賛報道を行い、大本営発表をそのまま記事にした。

### 第二次世界大戦終結以後から冷戦期
- 日本の敗戦後は、社説「自らを罪するの弁」（1945年8月23日）、声明「国民と共に立たん（関西版では「―起たん」）」（1945年11月7日）を発表し、村山社主家の村山長挙社長以下の幹部が辞任した。ただし、村山長挙・上野精一両社主は公職追放の解除後に復帰した[注釈 22]。
- 戦前は朝鮮人による日本への密航や朝鮮人密航組織、さらに朝鮮人労働者が高収入を得ていたという報道を頻繁に行っていたが[注釈 23][注釈 24][85][86][87][88][89][90]、1959年以降に北朝鮮への帰還事業が行われるようになると次第に左傾化し、在日朝鮮人は強制連行されたものであるという報道を行い始めた[91]。その後も主体思想や託児所が整備されていることなどを紹介し「この国の未来を感じた」などと北朝鮮の施策を称賛する記事を掲載している[92]。
- 戦後の一時期まで、朝日新聞は購読者層として政官財のトップエリートを含む社会の高学歴層に支持されてきた傾向があったとされる[93]。しかし同時に、記者をはじめとする朝日新聞社員のエリート意識も極めて高く、同社員の外部に対応する態度は「Donaru（怒鳴る）」「Ibaru（威張る）」「Yobitukeru（呼びつける）」の「朝日のDIY」と言われ、そのことが珊瑚記事捏造事件の時のように、必要以上に相手の反感を買っているという指摘もなされている[94]。
- 戦後は長らく政権与党であった自由民主党に対し、批判的な傾向が見られるが[95]、笠信太郎が論説主幹だった時代からリベラル右派の宏池会とは比較的近い関係にある[96]。朝日新聞社出身の緒方竹虎、石井光次郎、河野一郎を強く首相に推していた時期もあった。さらに近年では小泉純一郎政権時（主に2005年頃）に、小泉が推進した構造改革路線を積極的に支持したこともある[注釈 25]。
- 黒田勝弘によれば、1973年の金大中拉致事件についての朝日新聞の論調は朴正煕批判・金大中擁護で、韓国人の間では「反韓メディア」と評されていたという[97]。

### 冷戦終結以後から現在
- 革新[63]・進歩[注釈 26]・リベラルの論調である。一方天木直人は、論調が保守化・官僚化しつつあると評している[99]。
- 平和憲法、特に日本国憲法第9条のおかげで日本の平和が守られてきたと主張している[100]。かつては憲法改正をタブー視し[101]、改正を論議することにも反対していた[102]。『読売新聞』が1994年に発表した「改憲試案」にも社説で批判を展開した[103]。「論憲」を容認する立場に転換した後も、憲法改正の動きには否定的な報道をおこなっている[104]。近年はそれと共に、生存権保障規程である日本国憲法第25条についても同程度の比重で取り上げる傾向にある[105]。
- 日本国憲法第21条が保障する表現の自由に関しては、映画『靖国 YASUKUNI』や『ザ・コーヴ』が、肖像権侵害や日本文化差別などに対する抗議活動の影響で上映中止・自粛した問題で、「表現の自由に対する深刻な事態」と懸念を表明している[106][107]。
- 政治家の靖国神社参拝に公私を問わず反対しており、国会議員が入閣する際には必ず靖国神社に参拝するか質問している。また参拝した議員には公的か私的かを質問している。
- 人権擁護法案を容認する見解を表明している[108][109]。ただし、同法案がメディアの取材による報道被害も救済の対象としていることについては、表現の自由・報道の自由を守る観点から反対の姿勢を示している。また、法案の目的を実現するために設置される「人権委員会」が法務省の外局とされることについて、組織の独立性に問題ありとの見方を示している[109]。
- 国際報道の中でも中国関連報道には力を入れており、近年ではボーン・上田記念国際記者賞を受賞するなど、世界的な評価を得ているとしている[110][111]。社説・コラム等では中華人民共和国の立場に理解を示す姿勢が散見され、中国人民解放軍によるチベット侵攻以後のチベット人に対する迫害についても、とりわけ1970年代以前は度々容認的論調を展開した[112][113]。近年も概ね中華人民共和国（中国共産党）に親和的な論調は継続されているが[注釈 27][注釈 28]、チベット独立運動やウイグル独立運動の活動家を肯定的に取り上げた記事を掲載するなど[116][117]、主に人権面で中華人民共和国に対して批判的な記事も掲載されるようになっており、尖閣諸島問題でも比較的厳しい論調の対中報道を行っている[118][119]。
- 原子力発電に関しては、戦後から1970年代にかけては好意的な論調だったが[120][121][注釈 29]、スリーマイル島原子力発電所事故（1979年）やチェルノブイリ原子力発電所事故（1986年）を受け、しだいに抑制的な姿勢に転換[120]。2011年の福島第一原子力発電所事故以降は、原発政策の推進に対する慎重姿勢を強め[123][124][125]、同年7月13日には「提言 原発ゼロ社会」と題した2ページにわたる社説特集を組み、社論として「脱原発」を掲げている[126]。
- 死刑制度に関して宮崎勤事件の際には、死刑廃止論者や死刑廃止運動を揶揄したとも取れるようなネタを『フジ三太郎』で掲載し、死刑廃止団体から抗議を受けているが、その際も「世論の怒りを素直に描いたもの」と釈明している[127]。
- 21世紀以降、それまでの論調を転換する動きも見られる。例えば、2002年9月17日付社説では自衛隊のPKO派遣を容認し、2003年4月27日付社説では条件付で有事立法を「検討に値する」とした。さらに、2007年5月3日付社説では、少なくとも「論憲」は認める立場へと転換した[128]。
- 歴史認識を巡って漫画家の小林よしのりと意見の相違があり、彼の作品である『戦争論』等を巡って社説で直接批判したことがある[129]。小林も自著で朝日新聞の報道姿勢を批判している。ただ、小林のインタビュー記事が紙面に掲載される等、全面的な対立関係ではない[130]。
- 在日外国人の内、在日韓国・朝鮮人の氏名表記にあたっては原則として通名（日本名）での表記を行っている[注釈 30]。また、漢字文化圏の人名については、漢字表記と現地語読みの併記を行っている[注釈 31]。
- 教職員の卒業式や入学式での国歌「君が代」斉唱・起立義務は、個人の思想・信条に反して「強制」されているものであると批判している[133]。ただし、国歌斉唱そのものに反対しているわけではない[134]。
- 科学欄[135]、文化欄[注釈 32]や読書欄[注釈 33]などで紙面の充実を図っている。
- 3つの重点報道テーマとして「環境」「教育」「医療」を挙げている[136][137]。大学入試問題における記事採用数も他社と比較して多く、自社サイトでは「受験に強い」と称している[138]。
- 東京大学と連携してシンポジウムや世論調査などを行っており、度々紙面に調査内容が反映されている[139][140]。
- サッカー日本代表のスポンサーであり、試合の翌日にはかなりの分量の紙面を割くことがある[141]。また、2002 FIFAワールドカップの日韓共同開催を提案する社説（執筆者は若宮啓文）を初めて掲載した新聞である[142]。
- 特定秘密の保護に関する法律の成立に対し、一貫して反対の姿勢である。

## 注目を集めた報道・スクープ
- 1912年7月30日、大正改元をスクープし、号外速報を行った[143]。
- 1934年4月29日、阿武山古墳発見のスクープ[144][145]。
- 1945年9月12日、前日に自殺を図ったが未遂に終わった東條英機（東條英機自殺未遂事件）について、現場に居合わせた朝日新聞記者が聞き取った言葉を「東條大将の遺言」として掲載した[146]。
- 1948年8月7日、埼玉県本庄町にて、織物業者と警察・検察幹部との癒着を指摘する記事を書いた朝日新聞記者が暴力団とつながりのある町議から暴行・脅迫を受けるという事件が発生（本庄事件）。これを発端として、朝日新聞紙面と地域住民が一体となった暴力団追放キャンペーンが起こった。
- 1949年、松本税務署員の汚職事件を取材していた記者が、長野地方検察庁が求めた証言を拒否。同年6月25日、記者が起訴される[147]。
- 1954年、第三頁の総合解説面が評価され、第2回菊池寛賞を受賞した[148]。
- 1956年2月25日より、朝日新聞社と全国社会福祉協議会が主体となって、行方知れずの肉親を探し出す「親さがし運動」が始まった。このキャンペーン報道は、翌1957年に創設されたばかりの日本新聞協会賞の第1号受賞となった[149]。
- 1958年2月28日より、22日間にわたって連載「神風タクシー」を掲載した[150]。当時の社会問題となっていた無謀走行を繰り返すタクシー運転手を取り上げ、問題の本質は、長時間労働と過酷なノルマ強要にあるとし、タクシー会社に待遇改善を訴えるキャンペーンを張った。これを受け、日本労働組合総評議会などは神風タクシー撲滅運動を展開した。その結果、神風タクシーは厳しく摘発され、姿を消した[151]。この報道により、1958年度日本新聞協会賞を受賞した[149]。
- 1959年7月14日、熊本大学医学部の水俣奇病総合研究班が水俣病の原因は有機水銀中毒であることを突き止めたと報道した[152]。
- 1960年、紙面に「世界の鼓動」欄を創設した。これにより、1960年度日本新聞協会賞を受賞した[149]。
- 1962年、朝日新聞東京本社論説委員（当時）茂木政の世界移動特派員としての業績につき、1962年度日本新聞協会賞を受賞した[149]。
- 1962年5月17日、大日本製薬がサリドマイド製剤の自主的な出荷中止を厚生省に申入れたことをスクープした[153]。そして翌日5月18日、西ドイツの奇形児急増はサリドマイドの副作用（催奇形性）による疑いがあることを報じた[154]ものの、日本国内でのサリドマイド児発生の事実を報道することはなかった[155]。なお、この時の大日本製薬の対応について、サリドマイドの製造販売の自主的停止を決定した[156]、とされることがあるが、実際には出荷停止のみで販売は継続され、被害は拡大した。1962年8月28日、日本国内のサリドマイド児の存在が初めて明らかにされ[157]、翌月9月13日、大日本製薬は製品の販売中止及び回収を決定した。1963年6月28日、大日本製薬を被告として損害賠償請求訴訟が提訴され、1974年10月13日に全国サリドマイド訴訟統一原告団と国および大日本製薬との間で和解が成立した。同年10月26日には東京地裁、その後同年11月12日までに全国8地裁で順次和解が成立した[158]。
- 1963年1月22日、愛知大学山岳部薬師岳遭難事件で13人全員の絶望をスクープした[159]。朝日新聞の本多勝一記者や写真部員複数名が、大型ヘリコプター（シコルスキー S-62）で太郎小屋に強行着陸して確認したものである。また、同じく朝日新聞の藤木高嶺写真部員は、別途太郎小屋を目指して豪雪の中を登っていた。本多たちが小屋を捜索し終わった頃、ちょうど小屋手前の三角点まで達したところであった。そしてその時から数日間、藤木は太郎小屋と富山支局の交信を中継するアンテナ役に徹した。電波障害で直接交信ができなかったためである。この時の活躍が、本多・藤木コンビによる「カナダ＝エスキモー」の取材（朝日新聞の連載は同年7月–9月）へとつながることとなった。
- 1964年、前年の1963年に朝日新聞で連載された本多勝一記者・藤木高嶺写真部員のカナダ・エスキモーに関する記事について、「未開民族の内に身を挺して、苦楽の生活を共にし、画期的な報道をした功績」と評価され、第12回菊池寛賞を受賞した[148]。
- 1968年、ベトナム戦争を取材した本多勝一記者の記事および書籍『戦場の村』が評価され、日本ジャーナリスト会議[注釈 34]が贈る第11回JCJ賞の本賞を受賞した[160]。本多勝一はボーン国際記者賞を受賞し、書籍は毎日出版文化賞を受賞した[161]。
- 1968年1月、「エンタープライズ日本海入口に」と題し、長崎県佐世保基地に直航するため日本近海を航行していたアメリカ海軍の航空母艦エンタープライズの報道写真を掲載。この報道により、1968年度日本新聞協会賞を受賞した[149]。
- 1969年、読者投稿欄「声」が評価され、第12回JCJ賞の奨励賞を受賞した[160]。
- 1971年、朝日新聞のほか東京新聞、東京タイムズ、神奈川新聞、共同通信社、NHKの記者13名による川崎公害報道研究会の報道・活動が「公害報道と住民運動との結合」として評価され、第14回JCJ賞の本賞を受賞した[160]。
- 1974年、連載「企業都市」が評価され、第17回JCJ賞の本賞を受賞した[160]。
- 1976年2月5日、アメリカ合衆国航空機製造大手のロッキード社による不正旅客機受注問題（ロッキード事件）に関するロイターの第一報を、日本の新聞としていち早く転載した[注釈 35][162]。この事件は日本政財界にも波及し、元首相の田中角栄や全日本空輸[注釈 36]幹部、丸紅幹部をはじめとする複数人の大物政財界人の逮捕に繋がった。同年8月には朝日新聞アメリカ総局員がロッキード社前副会長のカール・コーチャン（英語版）と単独会見を行い、会見記を連載した。この報道により、1977年度日本新聞協会賞を受賞した[149]。
- 1978年6月、1976年8月6日に収賄罪容疑で逮捕され[注釈 37]、同年8月11日に福島県知事を辞任した木村守江に関する朝日新聞の報道記事[注釈 38]をまとめた『木村王国の崩壊―ドキュメント福島県政汚職』が発売された。一連の報道により、1978年度日本新聞協会賞[149]と第21回JCJ賞の本賞[160]を受賞した。
- 1979年10月2日、国際電信電話（KDD）[注釈 39]の社員2人が成田空港で、海外から高級ブランド品を不法に持ち込もうとして東京税関成田支所から摘発された（KDD事件）。事件の第一報は日本経済新聞によって報じられたが、朝日新聞がその後、KDDの乱脈経理をスクープしたことにより、警視庁・検察庁が合同捜査を開始。同年10月25日には、KDD社長（当時）板野学が引責辞任し、翌1980年2月24日にはKDD前社長室長の佐藤陽一が業務上横領と関税法違反容疑で逮捕された[163]。また同年3月18日、郵政省電気通信監理官（当時）松井清武と同省郵務局国際業務課長（当時）日高英実の2人が収賄容疑で逮捕された[注釈 40]。さらに同年4月5日、警視庁は辞任したKDD前社長の板野を、業務上横領容疑で逮捕した[注釈 41]。
- 1980年9月12日、埼玉県所沢市の富士見産婦人科病院で子宮癌を宣告された妊婦患者が他の病院でも診察を受けたところ、子宮には全く問題なかったことが判明したと報道した（富士見産婦人科病院事件）。同様の事例は数百件にのぼり、富士見産婦人科病院の乱診乱療が疑われた。また、当時の理事長が、超音波検査を用いた診療を無資格で行っていたことも明らかになった。また、事件が注目される中、富士見産婦人科病院側が斎藤邦吉厚生大臣（鈴木善幸内閣）に政治献金を行っていたことが発覚し、斎藤大臣が引責辞任した。傷害罪に関しては証拠不十分で不起訴処分となったが、元理事長の無資格診療については元理事長と元院長に対し、執行猶予付きの有罪判決が言い渡された。民事訴訟では、1981年に元患者の女性ら63人が賠償を求める訴訟を起こし勝訴した。2005年3月2日、厚生労働省の医道審議会は元院長の医師免許取消、元勤務医2名の医業停止2年、1名の医業停止6か月、1名の戒告を決定する行政処分を下した[164]。
- 1981年、歴史教科書問題を巡る報道が評価され、第24回JCJ賞の本賞を受賞した[160]。
- 1982年、公共事業を巡る茨城県の土木建築業の談合の実態を描くキャンペーン報道を展開。この報道により、1982年度日本新聞協会賞を受賞した[149]。
- 1982年8月29日、「47点の秘宝、大半はニセ」の見出しで、東京・日本橋の三越デパート本店で同年8月23日から30日にかけて開催された「古代ペルシア秘宝展」で展示された総額21億円にのぼる美術品の大半が偽物であること（三越事件）を報道した[165]。
- 1983年、風景写真を取り上げた連載「風景シリーズ」が評価され、第26回JCJ賞の本賞を受賞した[160]。
- 1983年、兵器生産の現場の取材記事が評価され、第26回JCJ賞の奨励賞を受賞した[160]。
- 1983年、東京医科歯科大学の教授選考過程において、金銭の授受などの汚職があったことを報道した[165][166]。この報道により、1984年度日本新聞協会賞を受賞した[149]。
- 1984年3月14日、栃木県宇都宮市の精神科病院「報徳会宇都宮病院」で、前年（1983年）に看護職員らの暴行によって患者2名が死亡したこと（宇都宮病院事件）をスクープした[167]。
- 1986年、読者欄「語りあうページ」が評価され、第29回JCJ賞の本賞を受賞した[160]。
- 1986年8月23日、チェルノブイリ原子力発電所事故について、ソ連が国際原子力機関（IAEA）に提出した事故報告書をもとに、放射能汚染が当初想定されていた以上の範囲に及ぶことを報道し、その後も事故の現状を日本の新聞としていち早く伝えた。この報道により、1987年度日本新聞協会賞を受賞した[149]。
- 1987年、国家秘密に係るスパイ行為等の防止に関する法律案を巡る報道が評価され、第30回JCJ賞の本賞を受賞した[160]。
- 1987年3月19日、東芝の子会社である東芝機械が対共産圏輸出統制委員会（ココム）の協定に違反し、工作機械をソ連に輸出したことで、同国の潜水艦関連技術が向上した恐れがあるとし、米国政府が日本政府に対して調査を要請したことを報道（東芝機械ココム違反事件）。外国為替及び外国貿易法違反事件として問題視され、日米間の国際問題に発展した。
- 1987年9月19日、「天皇陛下、腸のご病気」と報道し、実際に3日後、昭和天皇は入院して手術を受けた[注釈 42]。この報道により、1988年度日本新聞協会賞を受賞した[149]。
- 1988年6月18日、リクルート関連会社の株式譲渡にからむ川崎市助役への利益供与疑惑（リクルート事件）を調査報道した。その後、リクルートが自社関連会社の未公開株を中曽根康弘、竹下登、宮澤喜一、安倍晋太郎、渡辺美智雄などの大物政治家に対して店頭公開前に譲渡していたことが発覚。問題は政財官界に広がり、最終的に90人を超える政治家が関わる大事件となった。この報道により、第31回JCJ賞の本賞を受賞し[160]、翌年には米国調査報道協会特別表彰を受けた。しかし1996年11月、ジャーナリストの岩瀬達哉が『Views』1997年1月号で、リクルート事件発覚前の1987年4月に朝日新聞編集委員の疋田桂一郎（元天声人語執筆者）と本多勝一、元社会部長らが、当時リクルートコスモスが運営していた安比高原スキー場でスキー旅行の接待を受け（リクルートの江副浩正会長も参加）、中江利忠専務取締役（当時）もリクルートの経営する会員制クラブで江副会長の接待を受けていたことを明らかにした。
- 1991年より、日本全国から集めた女性の手記をもとに、連載「女たちの太平洋戦争」を掲載した。この報道が評価され、第35回JCJ賞の本賞を受賞した[160]。
- 1991年1月1日、「西武百貨店→関西新聞→イトマン 転売で二十五億円高騰」「絵画取引十二点の実態判明、差額はどこへ流れた？」との大見出しで、大阪の商社イトマンが関わる不正価格の絵画取引疑惑をスクープした（イトマン事件）。これにより、在日韓国人の許永中による絵画やゴルフ場開発などの不正経理が明るみに出た。同年7月23日、商法の特別背任、並びに法人税法違反の罪で許永中は逮捕され、2001年に地裁で懲役7年6か月、罰金5億円の実刑判決を言い渡された（2005年10月、最高裁で上告が棄却され、実刑判決が確定）。
- 1992年、紙面に「メディア」欄を創設した。これにより、1992年度日本新聞協会賞を受賞した[149]。
- 1992年8月22日、自民党副総裁の金丸信に対して東京佐川急便から5億円の違法献金が行われていたことをスクープした（東京佐川急便事件）。これによって金丸は失脚し、1993年3月6日に東京地検による聴取を受け、同日脱税の容疑で逮捕された。この報道により、1993年度日本新聞協会賞[149]と第36回JCJ賞の選考委員会特別賞[160]を受賞した。
- 1993年2月3日、ネパール領の自治王国ムスタン王国を題材として、前年9月30日と10月1日に放送されたNHKスペシャル「奥ヒマラヤ 禁断の王国・ムスタン」において、撮影スタッフに高山病にかかった演技をさせるなど複数の箇所で「やらせ」が行われていたと報道した[注釈 43]。NHKは調査委員会を設置し、後日、訂正・お詫びの特別番組を放送した。また、「やらせ」を指示したチーフディレクターなど、番組制作担当者7人を処分した[168]。
- 1994年、連載記事「この国の足音」を掲載した。これが評価され、第2回坂田記念ジャーナリズム賞の第2部門（国際交流・貢献報道）を受賞した。
- 1994年6月より、核兵器を巡る検証連載記事「核兵器廃絶への道」を掲載した。これが評価され、第38回JCJ賞の本賞[160]と第3回坂田記念ジャーナリズム賞の第2部門（国際交流・貢献報道）を受賞した。
- 1995年3月から同年10月にかけて、中心的なサンプルとして静岡市の住民調査結果を用いて、同一人物の支持政党の移り変わりを定点観測調査した。この報道により、1995年度日本新聞協会賞を受賞した[149]。
- 1996年11月から1998年9月にかけて、「核兵器廃絶への道」の続編である「続・核兵器廃絶への道」を掲載した。これが評価され、第6回坂田記念ジャーナリズム賞の第2部門（国際交流・貢献報道）を受賞した。
- 1997年、大和銀行ニューヨーク支店巨額損失事件や住専問題、さらに高級官僚の不祥事により世論の批判にさらされていた大蔵省を取り上げた記事および書籍「大蔵支配 歪んだ権力」が評価され、第40回JCJ賞の奨励賞を受賞した[160]。
- 1997年から1999年にかけて、神戸連続児童殺傷事件をきっかけとし、中学生の心の動きをルポする連載「素顔の中学生 保健室から」を掲載。この報道により、1998年度日本新聞協会賞を受賞した[149]。
- 1998年8月25日、同年7月25日に和歌山県和歌山市園部地区で発生した毒物カレー事件に関連し、事件前にも同地区の住民がヒ素中毒で入院していたことを報道した[169]。入院した住民が出入りしていた家の夫婦は保険金詐欺が疑われ、その後、毒物カレー事件の容疑者として逮捕された。この報道により、1999年度日本新聞協会賞を受賞した[149]。
- 2000年5月29日、アメリカ国立公文書記録管理局で秘密指定が解かれた公文書類の中に、1972年の沖縄返還に至る日米交渉で、返還協定で定められていた米国側の負担費（約1億8700万ドル）を日本側が負担するという密約を記録した公文書が存在することを報道した[170][注釈 44]。それに関連し、2009年7月11日には、2001年4月の情報公開法施行に先立って2000年に中央省庁各所で行われた書類処分により、密約関係の書類も廃棄されていた疑いがあることをスクープした[171]。さらに2010年12月23日には、密約関係の機密扱い訓電3通が焼却処分されていた事も判明した[172]。
- 2001年11月から2002年2月にかけて、アメリカ同時多発テロ事件の実行犯の中心人物であるモハメド・アタを取り上げた連載「テロリストの軌跡 アタを追う」が掲載された。この報道により、2002年度日本新聞協会賞を受賞した[149]。
- 2003年3月11日、名古屋刑務所の刑務官による受刑者への傷害致死傷事件（名古屋刑務所事件）をスクープした。この報道により、第46回JCJ賞の本賞を受賞した[173]。
- 2004年7月23日、大阪市の第三セクター大阪港埠頭ターミナルが野菜の産地を偽装していたことをスクープした。大阪府警同月30日、同社および下請け会社のオー・エス・サービスなど5か所を不正競争防止法違反（偽装表示）容疑で家宅捜索した。米国産ブロッコリーの箱に中国産を混ぜたほか、トンガ産カボチャをメキシコ産と偽っていたことも明らかになり、パプリカやミカン、ゴボウでも産地偽装の疑いが出た[174]。この報道により、第12回坂田記念ジャーナリズム賞の第1部門（スクープ・企画報道）を受賞した。
- 2004年11月14日、清子内親王（当時。現在は結婚改姓で黒田清子）[注釈 45]と東京都職員黒田慶樹の婚約内定をスクープした[175]。この報道により、2005年度日本新聞協会賞を受賞した[149]。
- 2005年1月20日、降幡賢一による「9年間のオウム法廷取材とその報道」により、第9回新聞労連ジャーナリスト大賞の優秀賞を受賞した[176]。
- 2005年4月25日より、同日に発生したJR福知山線脱線事故の発生から運転再開までの一連の動きを詳細に写真報道した。この報道により、2005年度日本新聞協会賞を受賞した[149]。
- 2006年7月17日から2009年3月27日にかけて、戦前・戦中の写真を取り上げた毎月1回の連載「写真が語る戦争」を掲載した。これが評価され、第17回坂田記念ジャーナリズム賞の第2部門（国際交流・貢献報道）を受賞した。
- 2006年3月、日本スケート連盟の不正経理をスクープ。同年6月30日の任期切れに際し、藤森光三会長代行以下、理事8人が引責辞任する事態となった[177]。
- 2006年7月31日、キヤノンの宇都宮工場や子会社の大分キヤノンなどで、偽装請負が行われている実態を報道[178]。同年秋には都道府県労働局がキヤノンに対して指導を行い、その後も続報が続くなど騒動は広がりを見せた。2007年2月には、キヤノンユニオン宇都宮支部長が衆議院予算委員会の公聴会に招かれ、偽装請負について意見を述べた。一連の報道より、第11回新聞労連ジャーナリスト大賞の優秀賞と2007年度石橋湛山記念早稲田ジャーナリズム大賞（公共奉仕部門）を受賞した。この追及記事を受け、キヤノンは報復として1年以上にわたって広告を引き揚げた[179]。
- 2007年、児童虐待をテーマにした連載「ルポ虐待」で第15回坂田記念ジャーナリズム賞奨励賞を受賞した。
- 2007年3月より、2003年4月13日投開票の鹿児島県議会議員選挙の際に中山信一の陣営が選挙区住民に対して買収工作を行ったとされる事件が鹿児島県警察によるでっちあげであったことを継続的に報道した（志布志事件）。この報道により、2007年度石橋湛山記念早稲田ジャーナリズム大賞（草の根民主主義部門）を受賞。公共奉仕部門とのダブル受賞は史上初[180]。また、第13回新聞労連ジャーナリスト大賞も受賞した[181]。
- 2007年4月より、夕刊において、日中戦争・太平洋戦争における自社を含めたマスメディアの戦争責任を問い直す連載「新聞と戦争」を一年にわたって掲載。これが評価され、第51回JCJ賞の大賞を受賞し[173]、第12回新聞労連ジャーナリスト大賞[181]と2008年度石橋湛山記念早稲田ジャーナリズム大賞（公共奉仕部門）も受賞した[182]。
- 2007年6月20日、北海道加ト吉が製造した「COOP牛肉コロッケ」から豚肉が検出されたと報道[183][184]。コロッケの原料はミートホープ社から購入されたものであり、日本生協連の立ち入り検査によって食品原料の偽装が確認された（ミートホープ事件）。
- 2008年10月6日、複数の企業が「低料第三種郵便物」割引制度（郵便の障害者割引）を不正利用し、東京の自称・障害者団体「白山会」などの名義でダイレクトメールの大量発送を行っていたこと（障害者郵便制度悪用事件）を報道[185]。問題発覚により、広告会社「新生企業」や自称・障害者団体「凛の会」、郵便事業、厚生労働省、博報堂[186]、ベスト電器など、複数の企業・団体の関係者が逮捕・起訴された[187][188]。
- 2009年6月16日、鳩山由紀夫首相の資金管理団体「友愛政経懇話会」の政治資金収支報告書にて、既に死去している人物からの献金記録が記載されている事実が朝日新聞の調査報道により発覚した。これをきっかけとし、事務所費の虚偽記載問題や実母からの資金提供をめぐる疑惑などが浮上した。
- 2010年9月12日、普天間基地移設問題について「沖縄 怒り 疲れ 虚脱 ヤマトよ偽善だ」と題して1面から総合面に続く長文記事を掲載。市民団体「メディア・アンビシャス」が贈る2010年度活字部門・アンビシャス賞を受賞[189]。
- 2010年9月21日、障害者郵便制度悪用事件において、証拠のフロッピーディスクに収録されていたファイルのタイムスタンプ（最終更新日時）が、被告にとって不利になるよう検察官によって改竄されていた事実を調査報道し、特別捜査部の実態が白日の下に曝されるきっかけを作った（大阪地検特捜部主任検事証拠改ざん事件）。この報道により、2010年度日本新聞協会賞を追加受賞し[149]、第54回JCJ賞の大賞[190]や第15回新聞労連ジャーナリスト大賞[181][191]、第18回坂田記念ジャーナリズム賞も受賞した[192]。
- 2011年3月11日、菅直人首相の資金管理団体「草志会」が、2006年と2009に在日韓国人系金融機関の元理事（韓国籍）から、計104万円の献金を受けていた事実を調査報道した[193]。これは外国人からの献金を禁じた政治資金規正法違反にあたり、同様の問題で同年3月6日には、民主党の前原誠司が外務大臣を辞任していた。同年4月26日、菅首相は東日本大震災直後の3月14日に、献金を行った在日韓国人へ返金していたことを認めた[194]。
- 2011年5月4日、米国政府が在沖縄米軍海兵隊のグアム移転費用を水増しして日本側の負担を見かけ上減らし、日本政府もそれを了承していた事実を、ウィキリークスから提供された公電を分析して報道した[195][196]。「ウィキリークスにかかわる一連の報道」として、2011年度活字部門・アンビシャス賞を受賞[197]。
- 2011年10月3日より、福島第一原子力発電所事故のルポ「プロメテウスの罠」を連載開始。2011年度活字部門・メディア賞[197]と2012年度日本新聞協会賞[198]、2012年度石橋湛山記念早稲田ジャーナリズム大賞（公共奉仕部門）を受賞した[199]。
- 2011年10月から2012年12月まで、朝日新聞を含む日本のメディアが原子力発電をどのように扱い、報道してきたかを検証するシリーズ企画「原発とメディア」を連載。第17回新聞労連ジャーナリズム大賞を受賞した[200]。
- 2012年6月28日より、福島第一原子力発電所事故の原因究明問題に関連し、東京電力のテレビ会議記録の公開キャンペーン報道を展開。2013年度石橋湛山記念早稲田ジャーナリズム大賞（公共奉仕部門）の奨励賞を受賞した[201]。
- 2013年1月4日、福島第一原子力発電所事故に伴い放出された放射性物質の除染作業の過程で、低レベル放射性廃棄物として回収・封じ込めされなければならない土や落ち葉、枯れ枝、汚水などが、放置されたりすぐ脇の小川に流されるという手抜きが、下請け業者によって行われている実態を指摘[202]。放射性物質汚染対処特措法違反であり、環境省は除染適正化本部を設置し調査を開始する事態に発展した[203]。この報道により、2013年度日本新聞協会賞を受賞した[204]。その後、本報道が朝日新聞の記者によって設定されたやらせではないかとの報道が週刊新潮に掲載。朝日新聞社は新潮社に対して事実誤認と抗議を行った[205]。
- 2013年10月30日、日展において、入選者の総数を有力会派で予め分け合い、公募作の当選数を減らす談合・不正が行なわれていた件をスクープ[206][207][208]。この影響により2013年の日展では、内閣総理大臣賞や文部科学大臣賞などの選考を、すべての部門で初めて自粛した。また、日展側からの申し入れにより、2013年と2014年は文化庁は後援を行わなかった[209]。
- 2013年11月17日、従来から存在が囁かれていた、郵便局におけるお年玉付郵便はがきの売り上げノルマ強要（数千枚から1万枚）「自爆営業」が実在することをスクープ。ノルマを達成出来なかった職員達は、売れ残った分を自腹で買い取り、離れた地域の金券ショップに持ち込んで換金しているという[210]。
- 2013年11月22日、猪瀬直樹が2012年12月の東京都知事選前に医療法人徳洲会から5,000万円の提供を受けていたことを報道。これがきっかけとなり猪瀬は2013年12月に任期途中で辞任に追い込まれた。東京簡裁が14年3月公職選挙法違反の罪で罰金50万円の略式命令を出すなど、刑事責任を問われる事態にも発展した[211]。この報道により2014年度の新聞協会賞を受賞した[149]。
- 2014年7月28日、中部電力の政界担当元役員からの直接聞き取りにより、同社が1972年から18年間、歴代の内閣総理大臣（田中角栄、三木武夫、福田赳夫、大平正芳、鈴木善幸、中曽根康弘、竹下登。中曽根以外全員が故人）に対し年2回、一回当たり1千万円を政治献金し続けていた事実、原資は全額が消費者から徴収した電気料金だったことをスクープ[212]。
- 2016年、シリーズ企画「子どもと貧困」につき第24回坂田記念ジャーナリズム賞を受賞[213]。
- 2018年3月2日、朝刊の一面トップにおいて、「森友文書 書き換えの疑い」の見出しで、財務省が学校法人森友学園への国有地売却に関する決裁文書を書き換えた疑惑を報じた。朝日新聞の報道から10日後の3月12日、財務省は決裁文書の改竄を認め、改竄前の文書の内容も公開した。改竄は14の決裁文書、300か所以上に及び、朝日新聞が報じたとおり、「特例的な内容となる」「本件の特殊性」という文言が削られていることが確認された[214]。この報道により2018年度の新聞協会賞[149]、第26回坂田記念ジャーナリズム賞[215]、第18回石橋湛山記念早稲田ジャーナリズム大賞を受賞した[216]。
- 2018年5月18日、朝刊の「韓国政府が4月末に北朝鮮の核兵器や核物質を国外に搬出させる案を米国に提案していた」という報道は青瓦台から「事実無根だ」と非難され、取材の過程で青瓦台側に確認を行わなかったとして、無期限の出入り禁止処分を通告された。韓国駐在の外国報道機関で青瓦台の無期限出入り禁止処分を受けたのは初めてである[217][218]。
- 2021年、子どもへの性暴力をめぐる一連の報道で第25回新聞労連ジャーナリスト大賞を受賞した[219]。
- 2021年3月17日早朝に配達・配信された記事で大手モバイルメッセンジャーアプリのLINEの利用者データを中国の関連会社の技術者が閲覧し、漏洩していたことをスクープ[220]。更に同日夕方には続報として、利用者データやスマートフォン決済サービスのLINE Payの取引情報が韓国のサーバーに保管されていたことを報じた[221]。これらを受けて、日本政府や各地方自治体がLINEでの行政サービス提供を停止するなどの影響を与えた[222][223]。この報道により2021年度の新聞協会賞を受賞した[149]。
- 2021年12月、国土交通省が基幹統計「建設工事受注動態統計」を無断で書き換えて二重計上し、統計が過大になっていた事実を調査報道で特報した[224]。この報道により2022年度の新聞協会賞を受賞した[149]。

## 問題・疑義が持たれた報道

### 鈴木商店に対する捏造記事
1918年7月23日から始まった米騒動の際に大阪朝日新聞は、鈴木商店は米の買い占めを行っている悪徳業者であるとの捏造記事を掲載し攻撃した。この結果、鈴木商店は米価の高騰に苦しむ民衆の反感を買い、同年8月12日に焼き打ちされた。

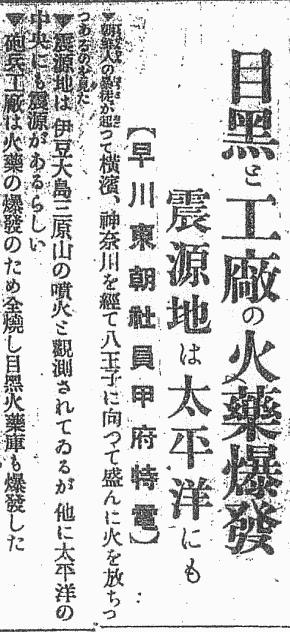
朝鮮人が暴徒となって放火していると伝える『大阪朝日新聞』（1923年9月3日号外）

### 関東大震災時の朝鮮人の行動に対する報道
1923年（大正12年）9月3日、大阪朝日新聞が関東大震災時の号外に「朝鮮人の暴徒が起こって横浜、神奈川を経て八王子に向かって盛んに火を放ちつつあるのを見た」という記事を掲載した。
1923年（大正12年）9月4日、大阪朝日新聞が関東大震災時に「不逞鮮人の一派は随所に蜂起せんとするの模樣あり、中には爆彈を持って市内を密行し、又石油鑵を持ち運び混雜に紛れて大建築物に放火せんとするの模樣あり」と報道。なお、震災当時は東京の報道機能がマヒしていたため、他の新聞でもこのような流言飛語が飛び交っていた。

### 伊藤律会見報道事件
1950年9月27日、潜行中の日本共産党幹部伊藤律との単独会見記事を掲載。後にこれが担当記者により捏造されたものであることが判明した（伊藤律会見報道事件）。

### ポル・ポト派のプノンペン制圧に対する報道
1975年4月19日の夕刊2面において、4月17日のクメール・ルージュ（ポル・ポト政権）のプノンペン制圧に関し、「武力解放のわりには、流血の跡がほとんど見られなかった」と述べ、「敵を遇するうえで、きわめてアジア的な優しさにあふれているようにみえる」という文章が掲載された。この4日後の4月23日にバタンバン市で、ロンノル派将校や下士官が何百人と虐殺された件は、早くから国外にも伝わった。また、署名入り記事を書いた当の記者は、陥落時にプノンペンには居らず、直にポルポト派に接した日本人記者も、陥落前兵士に取材した読売記者以外いなかった。山田寛は当時の風潮について、日本のジャーナリスト、学者にも『解放勢力』を応援し、主観的に『ポルポトは虐殺していない』と唱え続けた人たちがいたと述べている。

### 南京事件関連

#### 偽物の「生首」写真
1984年8月4日、西部本社版夕刊で、「日記と写真もあった 南京大虐殺 悲惨さ写した三枚 宮崎の元兵士 後悔の念をつづる」という見出しで、都城歩兵第23連隊の元上等兵が虐殺に直接携わり、苦しむ心情をつづった日記と、惨殺された中国人と見られる男性や女性の生首が転がっているシーンなどの写真3枚が見つかったと報じた。これに対して都城23連隊会は、同連隊は南京虐殺とは無関係だと主張し、朝日新聞社宮崎支局長中村大別に対して抗議したが、朝日側は訂正・謝罪を拒否した。しかし1985年12月28日、世界日報が生首を写した写真は偽物であることを報じ、さらに同紙は1986年1月13日に、朝日新聞が報じた写真と同じ写真の持ち主が現れ、偽写真であることが確定したと報じた。これを受けて朝日新聞は同年1月21日、「写真三枚については南京事件当時のものではないことがわかりました。記事のうち、写真に関する記述は、おわびして取り消します」としたが、「日記は現存します」とした。同月25日、都城23連隊会側と朝日新聞西部本社側の話し合いが持たれたが、朝日側は「写真についてのお詫びで終止符を打っていただきたい」とし、日記の公表は「守秘義務」として拒否した。

#### 毒ガス作戦の誤報
1984年10月31日、朝刊1面において、「これが毒ガス作戦」の見出しと共に、煙が濛々と立ち上る写真を、日本軍による毒ガス戦の証拠だとして掲載した。一橋大学教授（当時）藤原彰が「日中戦争での化学戦の実証的研究を進めている元陸軍士官の歴史学者」として紹介され、当該写真は日本軍による中国での毒ガス戦を写したものだと断定した。しかし、程なくして産経新聞から煙幕ではないかと疑問を呈され、同月11月13日には毎日新聞社発行の『決定版昭和史』第9巻から同じ写真が確認され、毒ガス戦を写した写真ではない事が確定した。翌11月14日、朝日新聞は「日本軍の『化学戦』の写真、贛湘作戦とわかる」との見出しを付け、毒ガス作戦を報じた写真が間違いであったことは認めたが、謝罪はしなかった。

### 女子高生コンクリート詰め殺人事件
1988年11月から1989年1月に発生した女子高生コンクリート詰め殺人事件関連の報道において、1989年4月4日朝刊の「ニュース三面鏡」では、見出しに「女高生殺人事件数々の疑問」「助け求められなかったか」と題し、「少女は無断外泊もままある非行少女」と掲載。また1990年4月19日から25日にかけて連載された「なぜ、彼らは」では加害者の母親がいったんは少女を帰した点や「強姦」を「関係を持つ」という言葉に置き換え、あたかも少女の同意があったかのようにほのめかした記事に対し、大道万里子は「この記事を読んだ人は、自ずと『少女も遊び感覚で（加害者らの家に）留まっていたのではないか……』という印象を受けるように仕向けられている」と批判した。

### 朝日新聞珊瑚記事捏造事件
1989年4月20日付の夕刊において、「サンゴ汚したＫ・Ｙってだれだ」との大見出しで，沖縄の自然環境保全地域指定海域にある世界最大のアザミサンゴに傷が付けられていることを取り上げ、その象徴として「K・Y」というイニシャルが刻まれた珊瑚のカラー写真と共に、日本人のモラル低下を嘆く記事を掲載する。しかし、疑問を抱いた地元ダイバーらの調査の結果、カメラマン自身によって無傷の状態であった珊瑚にイニシャルが刻まれたという事実が発覚し、記事捏造事件に発展。社長（当時）一柳東一郎が引責辞任に追い込まれる事態となった。

### 中田英寿に関する誤報
2002年6月5日、中田英寿選手が2002 FIFAワールドカップをもってサッカー日本代表を引退する決意を固めたと報道した。その後、中田選手が否定して抗議したにもかかわらず謝罪しなかった。しかし、4ヵ月後に中田選手は再び日本代表となり、朝日新聞は「記事内容と異なる結果になったことをおわびします」と謝罪した。

### 不謹慎なイラスト掲載
2004年2月1日から4日間、「声」欄で陸上自衛隊の装備品に酷似した小銃とヘルメットを使った「異国の空の下」と題するイラストを採用したが、自衛隊関係者から「“兵士の墓標”を連想させる」と批判された。丁度、陸上自衛隊の自衛隊イラク派遣本隊が、現地サマーワに到着する時期であり、「読者や隊員、ご家族に不快感を与える恐れについて想像力に欠けていた」と謝罪し、同月5日からイラストを変更した。

### 女子十二楽坊の著作権料問題の誤報
2004年2月26日の夕刊で女子十二楽坊のアルバムに含まれるシンガポールの作曲家の曲が無断で使われ、その著作権料も支払われていなかったと報じたが、誤りであったとし謝罪した。

### NHK番組改変問題
2005年1月12日、自民党の安倍晋三・中川昭一両議員から2001年1月30日放送のNHK番組の編集について、NHK上層部に圧力があったとする報道を行った。1月21日NHKは事実無根とし公開質問状を朝日に送付。同年7月、朝日新聞は上記報道の検証記事を掲載した。同年8月には社内関係者が番組改変の証拠とされる録音テープを魚住昭にリークし、講談社の月刊誌『現代』にその内容を記した記事が掲載された。同年9月30日、朝日新聞社がNHK番組改変疑惑の信憑性の検証を委託した第三者機関『NHK報道』委員会は「（記者が疑惑を）真実と信じた相当の理由はあるにせよ、取材が十分であったとは言えない」（委員会の見解より引用）という見解を出す。これを受けて朝日新聞社は取材の不十分さを認めたが、記事の訂正・謝罪は無かった。委員会の見解でも、朝日新聞は検証が十分ではないと指摘されている。

### 朝日新聞の新党日本に関する捏造事件
2005年8月21日の朝刊にて、亀井静香と田中康夫が長野県内で会談を行ったという記事が掲載された。この記事は取材を伴わない虚偽のメモをもとに作成されたもので、実際は東京都内で会談が行われていた。この事件などをきっかけとして朝日新聞の取材体制の改革が行われた。

### 浦安市の成人式における中傷記事
2006年1月10日付夕刊のコラム「素粒子」で、東京ディズニーランドで同月9日に行われた浦安市の成人式について、「浦安の新成人。遊園地のネズミ踊りに甘ったれた顔して喜んでるようじゃ、この先思いやられる」と書いた。浦安市はこのコラムを中傷であると抗議し、12日付で浦安市長及び浦安市教育委員会は抗議書を郵送した。しかし、朝日新聞社広報部からの返事は、「決して浦安市の新成人を中傷することを意図したものではありません」というもので、謝罪を拒否した。

### 「スポーツ総合誌 苦境」
2007年1月6日の夕刊にて、「スポーツ総合誌 苦境」という記事が掲載された。この記事はスポーツ総合誌を「冬の時代に入った」と評する内容であったが、『Number』（文藝春秋社）に関して事実と反する部分が存在した。

### 読売新聞からの記事盗用
2007年2月1日、同年1月30日の夕刊で掲載された富山県のかんもち作りに関する記事で、朝日新聞東京本社編集局の駐在員が、読売新聞のインターネット版に1月27日に掲載された「寒風で育つかんもち」という記事を盗用していたことが判明。問題の駐在員は「読売新聞のホームページの記事を参考にしながら自分の原稿を書き直した」と述べ、朝日新聞東京本社は2月1日午後に読売新聞に謝罪した。その後、他の2件の記事も同じく読売新聞のホームページ記事から引用されていることが判明し、記事を書いた記者は解雇された。

### アサヒる問題
2007年9月24日の朝日新聞で、所信表明演説直後に安倍首相が突然辞任したことを受け、"責任を放棄する"の意で「アベする」という言葉が流行していると記したコラムについて、インターネットを中心に批判が起こった。「アサヒる」（朝日新聞が事実を捏造してまで安倍を執拗に攻撃する様を意味する）という言葉が生まれ、この言葉は現代用語の基礎知識2008年版に採用され、『ネット流行語大賞2007』で年間大賞金賞に選ばれた。

### 傷害事件に対する誤報
2008年12月6日の朝刊にて、ジョギング中の男性を殴って怪我をさせたとして大阪府警に殺人未遂容疑で逮捕された男性（傷害罪で起訴されたが、一・二審で無罪判決）について、「現場の防犯カメラに男性と似た男が映っていた」と記載したが、男性は「記事の内容に誤りがある」などとして、朝日新聞社と大阪府を相手取り大阪地方裁判所に訴訟を起こした。2012年4月11日に同地裁は、男性の訴えのうち朝日新聞社に対する訴えを一部認め、朝日新聞社に22万円の支払いを命じた。

### 鳩山邦夫を「死に神」と表現
2008年6月18日付夕刊のコラム「素粒子」において、同月17日に死刑執行を指示した、法務大臣の鳩山邦夫に対し、「永世死刑執行人 鳩山法相。『自信と責任』に胸を張り、2カ月間隔でゴーサイン出して新記録達成。またの名、死に神」と表現した。これに対して、鳩山は強く抗議し、また「法相は職務を全うしているだけ」「死に神とはふざけすぎ」など1,800件あまりの抗議文が、朝日新聞に送られた。同紙に対して、特に強い批判を続けたのが「全国犯罪被害者の会」であり、同会の三度に渡る公開質問状により、朝日新聞はコラムの表現が不適切であったことを認めた。

### 共産党員増加めぐる記事
2009年4月25日、朝日新聞は同年1月11日号に掲載した奈良県川上村の元森林組合長が「選挙区は民主、比例は共産」と、共産党への「選挙協力」を主導しているという記事について、事実でない部分があったとして紙面で「おわび」を掲載した。元森林組合長からの申し立てにより、朝日新聞社の「報道と人権委員会」が調査を行った結果、「記述の一部は事実として認めることができなかった」とする見解を出した。

### 「がんペプチドワクチン」の臨床試験における不適切報道
2010年10月15日、東京大学医科学研究所が開発した「がんペプチドワクチン」の臨床試験において被験者に起きた消化管出血を他の病院に知らせていなかったとして、これを問題視する報道を行った。翌16日には「研究者の良心が問われる」と題した社説を掲載した。一連の報道に対し、東京大学医科学研究所や、風評被害を受けたオンコセラピー・サイエンスは、「医学的誤り・事実誤認はおろか、ねつ造と判断せざるを得ない重大な問題が多数含まれている」として反論を行っている。同月20日には、がん患者団体有志一同が声明を発表し、同月22日には日本癌学会と日本がん免疫学会が朝日新聞に対して抗議声明を発表した。これに対して同月24日付の記事で、朝日新聞社広報部は「記事は確かな取材に基づくもの」と主張した。

### 共同通信社の記事盗用
2010年10月22日、朝日新聞大阪本社は、同年10月19日付朝刊文化面に掲載した記事「マニ教『宇宙図』確認」の記述が、共同通信社が9月26日に配信した記事「国内にマニ教『宇宙図』」に酷似していたと発表した。執筆した大阪本社生活文化グループの記者を停職3週間とするなど、関係者の処分を行った。

### 電気事業法に関する誤報
2012年4月9日、夕刊の社会面トップで四国電力の橘湾火力発電所が「電気事業法に定められた自主点検を約1年間、怠っている」と指摘し、「配管内部の劣化や損傷を、少なくとも年2回チェックすることになっている」などと報じた。しかし、電気事業法は、年2回チェックするように義務付けてはおらず、橘湾火力発電所は法令通りの頻度でチェックを行なっていることが分かった。

### 意向を無視したインタビュー捏造
2012年6月8日付東京版経済面において、コンピュータゲームの主要プラットフォーム各社の責任者へのインタビュー記事を掲載したが、そのうち任天堂の岩田聡社長からはインタビューを断られたため、無断で任天堂の公式サイトにあった動画の内容をまとめたものを岩田社長のインタビューとして掲載した。掲載後、任天堂から抗議を受け水面下では謝罪したが、2014年9月に週刊文春によって暴露された。これを受けて、紙面でも読者に謝罪する訂正記事を載せた。

### 実名公表問題
2013年1月22日の朝日新聞朝刊において、実名を公表しないという約束に反した報道が行われ、さらに同記事において自分のFacebookのページに掲載していた写真が無断で掲載されたと、アルジェリア人質事件における日本人被害者の親族である本白水智也がブログで報告した。そして、本白水は朝日新聞社社長宛に『朝日新聞の実名報道及び無許可報道に対する抗議文』と題した抗議文を提出した。また、2013年1月20日に朝日新聞横浜総局の記者から本白水に対し「この映像の中に邦人と思われる遺体が3人映っているのでご確認お願いします」という電話があり、それに続いてイナメナスの残酷な映像を見るようメールが送られて来た事もそのメールのスクリーンショットと共に報告している。

### HPVワクチンの「副反応」キャンペーン
2013年3月8日付の「子宮頸がんワクチン重い副反応　中学生、長期通学不能に」との記事を皮切りに、 ヒトパピローマウイルス（HPV）ワクチンの「副反応」を過度に問題視する報道を展開した。その結果、同年6月に厚生労働省がHPVワクチン接種の積極的な勧奨を控えることとなり、ワクチン接種率が著しく低下し、本来防げたはずの子宮頸がん患者が増えると指摘された。

### アルツハイマー病研究に対する報道
2014年1月10日、国が主導するアルツハイマー病研究J-ADNIに対して一面を使って報じたことを皮切りに、研究そのものに対する批判を展開した。報道が重なるにつれ、特報部による一連の「スクープ」は研究の心理データの責任者杉下守弘の「内部告発」がきっかけである事が明らかにされた。その結果J-ADNIは研究半ばで予算執行が凍結され、事実上の中止に追い込まれた。その後、東京大学独自調査、第三者委員会による調査の結果「改ざん」ではなく、不適切な判断の結果混乱が重なったことが発表された。さらに、「告発者」として登場した杉下の責任について追及する文言も盛り込まれた。2015年3月13日、政府はJ-ADNIに関連した維新の党の川田龍平参院議員からの質問に対し、「第三者調査委員会」の報告書を引用し、故意のデータ改ざんを否定する答弁書を閣議決定した。2015年4月2日、参議院予算委員会において維新の党川田龍平議員の質問に対して、杉下守弘の「告発メール」は公益通報者保護法における公益通報には当たらないとの見解が消費者庁川口康裕次長よりなされた。また、データ保全命令後にデータの「改竄」が指示されていたと報道された件に関しても「いずれも通常の品質確認作業の一環で行われたものであり、不当な改ざんや意図的な修正が行われたケースは確認できなかった」と厚生労働省三浦公嗣老健局長が発言した。

### 「吉田調書」関連
2014年5月20日の朝刊で、東京電力福島原子力発電所における事故調査・検証委員会の「吉田調書」を入手したと発表。「震災4日後には所長命令を無視し、福島第一所員は9割が逃げ出した」と報じ、夕刊のコラム（素粒子）で「傾く船から逃げ出す」などという言葉を用いてセウォル号沈没事故と同質の事象が起こっていたかのような記述を行った。8月17日には産経新聞が、8月24日にはNHKが吉田調書を入手した。産経新聞は現場関係者が吉田所長の命令に背いて撤退したとの記載はないとした。その後、報道に対する疑義は、読売新聞、毎日新聞、共同通信社からも上がった。その後、当時経産相であった海江田万里も「私は撤退ではなく退避という言葉を聞いた」「撤退という言葉がどこから出てきたのかは今となってはつまびらかではない」と述べた。9月11日夜に朝日新聞社は記者会見を行い、木村伊量社長は、「社内の精査の結果、吉田調書を読み解く過程で評価を誤り、多くの東電社員らがその場から逃げ出したかのような印象を与え、間違った記事だと判断した」と謝罪、また「編集部門を含む抜本改革などに道筋を付けたうえで、自らの進退を決断する」と述べ、後日辞任した。朝日新聞は、誤報の原因として「1F（福島第1原発）の線量の低い所へ待機」と書かれているとされる柏崎刈羽原発所員の個人的なメモを根拠とし「当時の所員への直接取材を徹底しなかった」と釈明している。

### 社会福祉法人に対する報道
2014年5月26日、連載記事「報われぬ国 第2部」において、「ワンマン理事長”暴走”」の見出しで、川崎市の社会福祉法人で理事長が「社会福祉法人に寄付された土地を理事会にはからずに売却した」、「理事長の報酬などの増額を理事会の承認なしに決めた」、さらに「社会福祉法人が証明器具を理事長の親族の会社から購入した」といった内容を報道した。しかし実際には、社会福祉法人は土地の売却や理事長報酬の増額については理事会で承認しており、照明器具などの備品を理事長の親族の会社から購入した事実はなかった。この記事を巡り、社会福祉法人と理事長は賠償と謝罪を求める裁判を起こし、朝日新聞は訂正とおわびを掲載することで2015年4月16日和解した。翌日の朝刊において、「土地の売却」と「報酬などの増額」については、規定などを「明確にするように（川崎市が）指摘した」と訂正し、「証明器具を理事長の親族の会社から購入した」については、当該部分を取り消した。

### 米軍に関する報道
2014年6月16日朝刊一面「『米艦で邦人救出』米拒む」との見出しで、周辺事態法では避難する日本人を米軍が運ぶ項目がアメリカの強い要望で削除されたとしたが、防衛省はこの報道を否定した。防衛省の抗議を受け、朝日側は「日本人救出を断っていた」を「他国民の救出を確約しない」にトーンダウンさせ、「日本人の米艦乗船は極めて困難だ」との指摘も消した。実際には、日米両国は日米防衛協力のガイドライン（日米両国が避難民の退避で協力する規定）に基づいて毎年、共同訓練で国外に住む日本人を対象にした輸送訓練を実施しており、1998年には紛争中のエリトリアから3人、2011年にはリビアから4人の日本人がアメリカの用意した艦船で運ばれた例もあった。

### 博物館襲撃テロ関連の不適切対応
2015年3月19日、チュニジアの博物館襲撃テロで負傷し、首都チュニスの病院に入院、手術を受けた直後の女性が、朝日新聞記者と応対にあたった在地の日本大使館員とのやりとりについて「『取材をさせてください。あなたに断る権利はない』と日本語で怒鳴っている声が聞こえ、ショックでした」と手記中で明かした。記者はしばらくのやりとりの後、病棟から退出したという。朝日新聞の石合力・国際報道部長は「記者には大声を出したつもりはありませんでしたが、手記で記されていることを重く受け止め、女性におわびします」と謝罪した。手記で女性は大使館の職員から「あなたには断る権利があります」と励まされ「うれしかった」と述べている。

### 集団的自衛権関連の訂正
2015年5月30日、シリーズ企画『集団的自衛権　海外では』の中の2014年6月15日付記事『平和貢献のはずが戦場だった　後方支援、独軍55人死亡』の内容を訂正した。

### 邦字新聞に対する印象操作
2015年6月1日、夕刊1面記事において、『悩める邦字新聞 苦境 南米で日系人口減少』との見出しで、日系人人口の減少に伴い、現地の邦字新聞が廃刊や購読数減少の危機に陥っているとする記事を掲載した。これに対してブラジルの邦字新聞ニッケイ新聞は、南米の日本人人口が減少しており日本語話者が減少しているのは事実であるが、日系人人口は増加していること、歴史や背景、購読者数、広告収入源も違う邦字新聞を一様にネガティブな印象で報じていることを「恣意的なイメージ操作」であるとして批判、朝日新聞に抗議した。抗議を受けて朝日新聞東京本社は電話とメールで謝罪し、8日付け夕刊において「南米で日系人口減少」としたのは「南米で日系1世人口減少」の誤りだったとする訂正記事を掲載した。記事を書いたサンパウロ支局の記者は「前文（リード）で『日本語が読める日系人口減少』と書いているので、いいと思った」と釈明したが、ニッケイ新聞は、見出しが誤っていても、記事を読めば分かるというのは詭弁であり傲慢であると批判している。

### 天声人語編集委員によるTwitterでの不適切投稿
2015年8月5日、天声人語を6年にわたり担当するなどの経歴をもつ、冨永格特別編集委員が、ツイッターに『ナチスの旗を持った人たちのデモ写真とともに英語とフランス語で「東京での日本人の国家主義者によるデモ。彼らは安倍晋三首相と彼の保守的な政権を支持している」とする書き込みをした問題』に関し、8月5日の朝刊で「報道姿勢に疑念を抱かせた」との謝罪記事を掲載した。朝日新聞社広報部によると、冨永格特別編集委員が掲載した写真はネット上で見つけたもので、事実関係の裏付けなどは行っていなかった。

### 押し紙問題
2016年3月に公正取引委員会は朝日新聞に対し「押し紙」問題に対し注意を行った。これに先立つ2015年2月15日に杉本和行・公取委委員長は日本記者クラブで行なった記者会見で「今の制度においても公取委は押し紙を禁止しており、実体がどうなのかきちんとモニターしているところで、そういう実態がはっきりすれば当然必要な措置をとる」と発言していた。

### 原子力規制委員会に対する報道
2016年3月14日の朝刊にて、九州電力川内原子力発電所の周辺に設置された放射性物質の観測体制が不十分であると報じた。これに対して原子力規制委員会は「非常に犯罪的だ。(朝日新聞には)十分に反省してもらいたい」と批判した。原子力規制委員会によると、観測機器の種類によって機能に差があるのは当然であり、避難指示に必要な情報は様々な機種の測定機器を組み合わせて判断しているが、朝日新聞の記事では、あたかも避難指示の判断が現状の観測装置では出来ないような内容になっており、立地自治体に無用な不安を与えるとされた。また原子力規制庁の職員が言っていない内容まで記事に書かれているとし、担当記者に説明を求めた。3月15日、原子力規制庁はホームページに朝日新聞の記事は誤解を生ずるおそれがあるとして事実関係を説明する文書を掲載した。しかし、朝日新聞はこれらの抗議に対して明確な修正をせず取材源の提出にも応じなかったため、規制庁は朝日新聞の編集幹部を呼び出して無期限の取材制限を行うことを通告した。具体的には、今後は朝日の電話取材は一切対応せず、対面取材の場合も必ず録音を行う事とした。

### 内閣府ホームページに関する報道
2017年4月19日、内閣府がホームページから関東大震災朝鮮人虐殺事件に関する記述を削除し、担当者が「内容的に批判の声が多く、掲載から7年も経つので載せない決定をした」と説明したと報道。同日、内閣府は削除を否定し、担当者の発言として報じられたコメントも否定。朝日新聞への抗議も検討している。内閣府によると、18日夕方に朝日新聞記者から電話取材があり、担当者が「ホームページの刷新中で、今は見ることができない」と削除していないことを伝えたという。また、苦情が寄せられていることも否定し、「報告書の掲載をやめることの検討もしていない」としている。朝日新聞は産経新聞の取材に対し「記事は、内閣府の担当者への取材に基づいて執筆したものです。詳細な取材経過や相手方の発言などについては、回答を差し控えさせていただきます」と回答した。

### 連載記事における盗用
2019年2月、朝刊北海道内版で1月12日、19日に掲載した連載記事「ひと模様 大道芸人 ギリヤーク尼ケ崎さん」において2016年に北海道新聞社が出版した写真集「ギリヤーク尼ケ崎 『鬼の踊り』から『祈りの踊り』へ」の多数の記述を盗用していたことを認めた。12日の記事の約4割、19日の記事の約8割の記述が写真集の内容と重複していた。朝日新聞は盗用の意図はなかったとしたものの、連載を中止し、北海道新聞社と取材対象のギリヤーク尼ヶ崎に謝罪、「読者の信頼を裏切った」などとして、執筆した函館支局の記者を停職2か月とする等の関係者の処分を発表した。

### ハンセン病関連
2019年7月9日朝刊において、熊本地裁が元ハンセン病患者の家族への賠償を国に命じた判決を受け、日本政府の対応として控訴する方針だと一面トップで報じたが、同日の午前中に安倍晋三首相が控訴を断念する意向を表明したことで報道とは逆の結果となり、翌日政治部長名で謝罪した。

### ルポルタージュ『中国の旅』
1971年8月から12月にかけて夕刊で全40回連載された本多勝一記者によるルポルタージュ『中国の旅』において、日中戦争で日本軍が中国人に対して行ったとする南京事件を、現地住民からの聞き書きの形で紹介した。記事の内容は当時の日本社会に衝撃を与えた一方で反発も強く、朝日新聞社によれば「ごうごうたる非難の投書が東京本社に殺到した」という。また、論壇では事件についての論争が発生した。
連載では「2人の日本軍少尉が上官の命令により百人斬り競争を行った」との記事を掲載し、百人斬り競争をおこなったとされた将校の遺族から提訴された。万人坑についての記事も、事実無根であるとして、記事の取り消し要求が行われている。

### 慰安婦「強制連行」報道

#### 吉田証言の掲載
1991年から翌年にかけて「従軍慰安婦」問題の連載キャンペーンを展開。吉田清治著の『私の戦争犯罪・朝鮮人連行強制記録』にある「昭和18年（1943年）に軍の命令で韓国の済州島で女性を強制連行して慰安婦にした」という体験談を、4回（この4回を含め、吉田に関しては計16回）にわたり報道し、朝日は「（朝鮮）総督府の五十人、あるいは百人の警官といっしょになって村を包囲し、女性を道路に追い出す。木剣を振るって女性を殴り、けり、トラックに詰め込む」「吉田さんらが連行した女性は、少なくみても九百五十人はいた」（1992年1月23日1面コラム「窓　論説委員室から」）などと報道した。この吉田の「体験談」は秦郁彦・拓殖大学教授（当時）の調査により嘘であることが判明し、吉田清治本人も一部がフィクションであることを認め、朝日新聞も「確認できない」という事実上の訂正記事を出した。また、1991年8月11日付の朝日新聞は、社会面トップで「思い出すと今も涙」「元朝鮮人従軍慰安婦     戦後半世紀重い口開く」とのタイトルで、「日中戦争や第二次大戦の際、女子挺身隊として戦場に連行され、日本軍人相手に売春行為を強いられた朝鮮人従軍慰安婦のうち、一人が名乗り出た」と報じた（記者は植村隆）。この朝鮮人慰安婦の「女子挺身隊として戦場に連行され」たという話にも、「当時、女子挺身隊という制度自体が無いばかりか彼女は親により公娼として売られたことを語っており、全くの捏造である」との反対意見が出された。日本維新の会の中山成彬（当時文科相）は2013年3月8日の衆議院予算委員会において、朝日新聞が慰安婦資料を歪曲したとして、当時の資料を引用して朝日新聞の慰安婦報道を批判している。読売新聞は朝日新聞が「日本軍が慰安所の設置や、従軍慰安婦の募集を監督、統制していた」と報じたことが従軍慰安婦問題の発端であり、日韓間の外交問題に発展したもので、朝日新聞は「主として朝鮮人女性を挺身隊の名で強制連行した」などと、戦時勤労動員制度の「女子挺身隊」を「慰安婦狩り」と誤って報じた部分があったとしている。一方で、1992年に読売新聞と毎日新聞も吉田清治氏の証言を紹介していたことも明らかになっている。産経新聞も、1993年に吉田清治氏を「国・済州島で約千人以上の女性を従軍慰安婦に連行したことを明らかにした『証言者』」とする記事を掲載していた。また、1990年代初期には毎日新聞や産経新聞も女子挺身隊と従軍慰安婦を混同していたことも確認されている。

#### 吉田証言の検証と虚偽の認定、謝罪
2014年8月5日、朝日新聞は独自検証の結果、吉田証言の証拠が見つからず、虚偽と認定し記事を撤回した。しかし謝罪は一切無く、しない方針も社長の木村伊量により明らかにされたが、2014年5月の東京電力の「吉田調書」に関する誤報（「吉田調書」の誤報については後述）について同年9月、謝罪会見をし、その中で「吉田証言」に関する誤報についても木村社長は謝罪した。
2014年8月に朝日新聞が自社のこれまでの慰安婦報道を検証し、誤報は認めたが謝罪がなかったことについて、池上彰が連載していた同紙のコラム「池上彰の新聞ななめ読み」にて「朝日新聞は謝罪するべきだ」とする批判記事を掲載しようとしたところ、朝日から池上に「掲載できない」とする連絡があり、池上はこの連載の中止を申し出た。この朝日の対応は広く知られることになり、「言論の封殺ではないか」といった批判が社外だけでなく同社の記者からもtwitterを通じて発生した。結果的に朝日は、池上に対し「掲載したい」と連絡をつけた。池上は自身のコメントを「おことわり」として加えることで掲載に承諾。2014年9月4日朝刊に、池上の執筆した記事を全文掲載し、同時に朝日新聞はこの件について同日の紙面で謝罪、また後日おこなわれた「吉田調書誤報謝罪会見」で再度謝罪した。
2015年2月19日、朝日新聞の慰安婦報道を外部から検証してきた「朝日新聞『慰安婦報道』に対する独立検証委員会」が報告書を発表し、1991年から1992年にかけての朝日新聞の慰安婦報道について「強制連行プロパガンダ（宣伝）」と断定し、このプロパガンダによって国際社会に誤った事実が拡散し、日本の名誉を傷つけていると結論づけた。また、朝日新聞の組織した「第三者委員会」の「影響は限定的であった」との検証結果については「朝日の責任を回避する議論に終始した」と指摘した。
2018年8月、平成26年8月5日付朝刊の特集「慰安婦問題を考える 上」に掲載された記事の英訳版のソースに、検索エンジンによってサイトが表示されるのを抑制する「noindex」「nofollow」「noarchive」の3つのメタタグが埋め込まれていることが確認された。朝日新聞広報部はこのような設定がなされていたことについて、作業ミスであり現在は修正済である旨を回答している。

#### 数々の民事訴訟
2015年1月26日、日本国内外の8749人が朝日新聞が掲載した計13本の記事について「虚報」とした上で、「多くの海外メディアに紹介され、ねじ曲げられた歴史を国際社会に拡散させた」、「日本国と国民の国際的評価は著しく低下し、原告らを含む国民の人格や名誉が傷つけられた」とし、1人あたり1万円の慰謝料と謝罪広告の掲載を求める訴訟を東京地裁に起こした。原告側事務局は「朝日新聞を糺す国民会議」。同年、3月25日、1万7千人が追加提訴し、原告数は2万5700人となった。東京地裁は2016年7月、原告側の請求を棄却。東京高裁も2017年9月の判決で原告側の控訴を棄却し、原告側が上告せず朝日新聞の勝訴が確定した。
2015年2月9日、日本国内の482人は、「吉田清治証言に疑義が生じていたのに、朝日は報道内容の正確性を検証する義務を怠り、読者や国民の『知る権利』を侵害した」として、1人あたり1万円の損害賠償を求める訴訟を東京地裁に起こした。原告側事務局は「朝日新聞を正す会」。東京地裁は2016年9月、原告側482人の請求を棄却。東京高裁も2017年3月の判決で原告側238人の控訴を棄却。最高裁判所第三小法廷も2017年10月24日付決定で原告側28人の上告を退け、朝日新聞の勝訴が確定した。
2015年2月18日、慰安婦をめぐる朝日新聞の報道（吉田証言を基とする記事、および、女子挺身隊と慰安婦を混同した記事計52本）で「誤報を長年放置した結果、慰安婦像が建てられて嫌がらせを受けるなど精神的苦痛を負った」として、米カリフォルニア州グレンデール市近隣に住む日本人3人と国内の大学教授ら計約2千人が、同社に慰謝料と主要米紙などへの謝罪広告の掲載を求める訴訟を東京地裁に起こした。訴状では「慰安婦問題に関する誤った事実と見解が真実として世界に広まり、慰安婦像の設置などで定着した」と指摘し、「日本人の尊厳を傷つけて国際社会における客観的評価を下げた。世界に対し謝罪を発信することが必要だ」とした。2017年4月、東京地裁は原告側の訴えを棄却した。原告側は控訴したが、2018年2月、東京高裁は原告側の控訴を棄却し、朝日新聞の勝訴が確定した。

### 新型コロナウイルス感染症関連
2020年4月2日、新型コロナウイルス感染症対策の一環として、安倍内閣が各家庭への布マスク配布を実施することに絡み、「布マスクは有効？　WHOは「どんな状況でも勧めない」」との見出しの記事をオンライン上に掲載した。しかし、WHOが布マスクを推奨しない対象は医療従事者であり、一般人は含まれていない。また記事の末尾に「他人にうつさないという目的を考えれば、『つけない』という選択肢はない」とする専門家の見解が記述されていたことから、見出しと記事の内容に齟齬があり誤解を生みかねないとして物議を醸した。
2020年4月7日、「＃東京脱出、専門家「やめて」　帰省で家族に感染、新たなクラスターも　新型コロナ」の見出しで、ツイッターで「東京脱出」というハッシュタグ（検索ワード）が拡散されており、ウイルスを地方に広げてしまうことで新たなクラスター（感染者集団）が発生する可能性が危惧されるとする記事を掲載した。しかし、この記事が配信される以前に「東京脱出」というハッシュタグの投稿はほとんどなく、朝日新聞が記事化することで拡散させた疑いが強いと指摘された。
2020年5月7日、「コロナ対応に海外から批判続出　政府、発信力強化に躍起」の見出しで、海外から日本政府に対し、特にPCR検査数の少なさへの批判が相次いでいるとする記事を掲載し、具体例として、英紙ガーディアン、英BBC、米紙ニューヨーク・タイムズなどを挙げたが、実際のガーディアンの記事は主に日本国内の論調を紹介しているだけであった。また、BBCとNYタイムズの取材相手がいずれも安倍内閣に批判的な英キングス・カレッジ・ ロンドン教授の渋谷健司と上智大学教授の中野晃一であったため、ネット上では記事の内容について批判が起きた。東京外国語大学教授の篠田英朗が「フェイクニュースと断ずべきレベルなのでは」と批判した他、リベラル派である哲学者の東浩紀も報道の仕方に疑問を唱えている。

### 東京オリンピック関連
朝日新聞は、2020年東京オリンピックのオフィシャルスポンサーの1つであるが、2021年5月26日の朝刊の社説で「この夏にその東京で五輪・パラリンピックを開くことが理にかなうとはとても思えない。人々の当然の疑問や懸念に向き合おうとせず、突き進む政府、都、五輪関係者らに対する不信と反発は広がるばかりだ」と批判的な記事を記載した。一方で「五輪スポンサーとしての活動は続ける」との態度をとり、自社が主催する高校野球大会に関しては「開催OK」との立場を貫いたため、ダブルスタンダードであるという指摘や非難が相次いだ。朝日新聞社は、一連の姿勢に関してはオフィシャルサイトに説明を掲載したが、取材への回答は拒否している。

### 朝日川柳における安倍晋三銃撃事件への揶揄
2022年7月15、16日付の朝日新聞「朝日川柳」において、安倍晋三銃撃事件及びそれに伴う国葬を揶揄するような内容の作品を複数掲載し、批判を浴びたことに対し、朝日新聞社は「朝日川柳につきましてのご指摘やご批判は重く、真摯に受け止めています」とコメントした。川柳の内容は「銃弾が全て闇へと葬るか」、「去る人の濁りは言わず口閉ざす」、「これでまたヤジの警備も強化され」、「死してなお税金使う野辺送り」、「動機聞きゃテロじゃ無かったらしいです」などいった内容だった。

## 評価
海外5か所に総局、世界各地に28の支局を設置しているほか、AP通信、ロイター、タス通信など世界の通信社と契約を結び、全世界に取材網を張り、日本でもっとも権威ある新聞として国際的評価が高かったが誤報が頻発した事により読売新聞にその座を譲る事になる。
政治・社会問題に強みがあり、数々のスクープ記事で日本新聞協会賞ほか報道関連の賞を受賞している。
オックスフォード大学のロイター・ジャーナリズム研究所の「デジタルレポート2018」では、朝日新聞に対する読者の信頼度は日本の五大紙の中で最下位であった。研究所の報告書によると、その信頼度が低い理由は右派からの不信の結果によるものだという。以降、2021年まで最下位の座を保っている。

## 批判
右翼や保守派からは、左翼偏向、自虐史観的だと批判の対象とされることが多い。特に産経新聞、正論、WiLL、Hanada、SAPIO、週刊文春、日本文化チャンネル桜などから批判されている。
しかし60年安保時には、常務取締役兼論説主幹・笠信太郎が1959年10月18日に朝日新聞西部本社で開かれた第7回全国支局長会議で、1958年秋から「改定はいろいろの観点から欠くことのできないもの、ということが一つの基本方針でわれわれは考えておった」とし、「平和条約とともに安保条約ができた以上は、多少の欠陥があってもこれを誠実に守ってゆかなければならぬというのが私どもの立場で、そして、今日まで来たわけであります」と述べて最初から安保改定に賛成し、反米親ソの立場から安保改定反対運動を展開した日本新聞労働組合連合（新聞労連）の副委員長・原寿雄（専従。当時）から「積極的に安保条約を肯定する姿勢をみせたのである」、「『朝日新聞』の態度は、安保改定に基本的には賛成であった」、「既成事実への屈服を追認した」、「政府のチョウチンもちの記事を書いていたのである」と激しく攻撃された。この時期、笠論説主幹は、社会党を離党した西尾末広の民主社会党（民社党の前身）結成を支持する紙面展開を行っており、当時総評議長の太田薫は「『朝日新聞』の論説主幹だった笠さんは西尾を支持し、シンパみたいな立場にあった」、「西尾さんのために援護射撃をやったのだと思う」と述べている。
2006年から2007年にかけて、当時の首相安倍晋三に対する朝日新聞の報道が「ネガティブ・キャンペーン」である、と批判された。2007年9月14日付東海新報では「朝日新聞の安倍政権に対するネガティブキャンペーンはすさまじかった」「安倍首相辞任で一番ガッカリしているのは朝日新聞だろう。なにせ毎日いじめていた相手突然転校してしまったのだから。むろんこれは逆説だ。しかし同紙の安倍政権に対するネガティブキャンペーンはすさまじく、これにはいくら強靱な神経の持ち主でも参るだろう」とした。
第45回衆議院議員総選挙前の麻生内閣に対する報道について、加地伸行は「マスコミとりわけ朝日・毎日等新聞やテレビの自民党攻撃はすさまじかった。一方、なんでも民主党を褒めそやしていた。今でもそうだ。麻生太郎前首相がホテルのバーを使って贅沢していると非難したが、鳩山由紀夫内閣総理大臣に対しては、その衣服や装身具がどのブランドものなどと紹介してはしゃいでいる。頭がおかしいんじゃないか」と非難した。
2008年10月3日、山口県光市で起こった光市母子殺害事件に対する、当時の大阪府知事・橋下徹による、タレント弁護士時代の『たかじんのそこまで言って委員会』でのテレビ発言について「橋下TV発言、弁護士資格を返上しては」との社説を掲載。これについて橋下は、同月19日に陸上自衛隊伊丹駐屯地で開かれた「中部方面隊創隊48周年記念行事」の祝辞の中で、「人の悪口ばっかり言ってるような朝日新聞のような大人が増えると日本はダメになります」と批判した。
2012年9月3日に出版された創誠天志塾塾長・小川榮太郎の著書『約束の日 安倍晋三試論』では、同著者が三宅久之（元毎日新聞記者・政治評論家）から聞いた話として、当時の朝日新聞論説主幹・若宮啓文と三宅の会話が描かれている。その中で、三宅が若宮に対し「朝日は安倍というといたずらに叩くけど、いいところはきちんと認めるような報道はできないものなのか」と質問したところ、若宮が「できません。社是だからです」と返答したという記述があったため、同記述を元に朝日新聞を批判する意見も現れた。2014年2月6日、ジェイ・キャストが朝日新聞社の広報部に本件についての取材を行ったところ、広報部側は「当社幹部が、政治評論家の三宅久之に対し、『安倍政権の打倒は社是である』と発言した事実は一切ありません」と述べ、また、実際に定めている社是があるのかも質問したところ回答は得られなかった。
2014年10月30日には、衆議院予算委員会で、安倍晋三内閣総理大臣による「撃ち方やめ」発言報道に関する質問を受けて、首相の安倍晋三は「きょうの朝日新聞ですかね、『撃ち方やめ』と私が言ったとそういう報道がありました。これは捏造です。まあ、朝日新聞は安倍政権を倒すことを社是としていると、かつて主筆がしゃべったということでございますが。これはブリーフをした萩生田議員に聞いていただければ明らかでありまして、私に確認すれば、すぐわかることです。私が言ったかどうか。親しい朝日新聞記者がいるんですから。一回も残念ながら問い合わせがないまま、私が言ってもいない発言が出ているので、大変驚いたところでございます」と答弁した。これに対して、翌10月31日付『朝日新聞』では、同社東京本社報道局の話として「記事は意図的に話をつくった捏造ではなく、取材にもとづいて書いたものです。また、朝日新聞社に「安倍政権を倒す」という社是はなく、主筆が話したこともありません」とする記事を掲載した。
2012年12月18日付の産経新聞は、アメリカCSISのマイケル・グリーンが、フィリピンのアルバート・デルロサリオ外相が中華人民共和国の軍拡への抑止として日本が消極平和主義憲法を捨てて「再軍備」を進めてほしいと言明したことを指摘した上で、「日本がアジア全体への軍事的脅威になるという中国の主張は他のアジア諸国では誰も信じないでしょう。東南アジア諸国はむしろ日本の軍事力増強を望んでいます」と語り、また「米側ではいわゆる慰安婦問題を機に左派のエリートやニューヨーク・タイムズ、ロサンゼルス・タイムズが安倍氏を『危険な右翼』としてたたきました。安倍氏の政府間レベルでの戦略的な貢献を認識せずに、でした。その『安倍たたき』は日本側で同氏をとにかく憎む朝日新聞の手法を一部、輸入した形でした。今後はその繰り返しは避けたいです」と語り、朝日新聞の報道姿勢を批判した事を報じた。
田母神俊雄は、自著において「反対意見を「極右」「反知性主義」とラベリングして封殺する言論機関」「日本人が政治判断に迷った時、左翼と朝日新聞の逆を行けば、間違うことはないだろう。朝日は常に惚れ惚れするほど間違っている」と批判している。
吉本隆明は、自著において「朝日新聞もそうですし、岩波書店もそうです。岩波書店だって、戦争中は戦争肯定の新書などを出していたんですから。それが、戦後、いつでも簡単に変われますよといわんばかりに、いとも簡単に変わっちゃった。僕はそういう戦後民主主義者や市民主義者とは思想的に一線を画する、こんなのと一緒にされちゃ困るぜってことで、ずっとやってきたわけです」と述べている。

### 福島第一原発「吉田調書」の報道、慰安婦「強制連行」報道への主張
2014年5月に、福島第一原発の吉田昌郎所長が政府事故調の聴取に応じた「吉田調書（聴取結果書）」を独占入手したとして「所員の9割が吉田所長の命令に違反して撤退した」と報道したが、かねてから福島第一原発の取材を続けていた門田隆将は、週刊誌（『週刊ポスト』6月20日号、『週刊新潮』9月18日号）、写真誌（『FLASH』6月24日号）、月刊誌（『Voice』8月号・11月号、『正論』8月号・10月号）、『産経新聞』8月18日付朝刊等で「所員の9割が吉田所長の命令に違反して撤退」などの内容は調書のどこにも記載がなく、門田による吉田所長へ取材したとする内容とも矛盾しているため事実ではないとし、朝日新聞に対し「原発事故の最前線で闘った現場の人々を貶めただけ」などと虚偽の主張をする。これに対し、朝日新聞は「訂正謝罪」の要求と「法的措置を検討する」との内容証明を門田に複数回送付するなどの対抗策をとっていた。
2014年8月には朝日新聞が一連の慰安婦「強制連行」報道について訂正記事を掲載し、これが新聞各社や言論界で大きく取り上げられ、国会議員からも国会審議によって追求する可能性が示された。同時期の吉田調書の報道もまた新聞各社、メディアからの批判が相次ぎ、朝日新聞はこれらの問題に対し同年9月11日に社長出席の記者会見にて吉田調書報道については全面撤回及び謝罪、慰安婦「強制連行」報道についてもはじめて謝罪するに至った。
同年9月21日、朝日新聞社が過去の慰安婦記事の一部取り消しのために同社幹部らが一部の省庁幹部に対して検証記事の意図や事情などを説明して回ったことが週刊ポストにより報じられた。同記事では、朝日新聞社幹部が朝日新聞社を批判する新聞や雑誌など複数のメディアを挙げ「誤報を認めた部分以外をメディアから攻撃されたら、朝日の紙面で反論するだけでなく、積極的に提訴する方針だ」と述べたとする某省のメモを入手したと報じている。同メモ内には朝日新聞社に批判的なメディアとしてSAPIOや産経新聞などが名指しされており「朝日が訴えたらそれらのメディアはひとたまりもないだろう。彼らは取材力が劣っているからだ」という主旨の発言が朝日新聞社幹部からあったと週刊ポストは報じている。

### 加計学園問題の報道に対する批判
産経新聞の阿比留瑠比は、2017年5月17日のトップ記事で報じられた加計学園の獣医学部新設報道に添付された「大臣ご確認事項に対する内閣府の回答」の画像について、「写真はなぜか下側が暗く文字がよく読めない」ために「文章の写真が不可解」であるとし、その理由について、そこに書いてある内容は「安倍首相の指示だと取り繕ってはどうか」という内容であるため、文字が読めた場合に「逆に首相の指示などないことを示している」ことがわかってしまうから、と主張している。また、6月15日に文部科学省が公開した文書によると、下側の部分には「『国家戦略特区諮問会議決定』という形にすれば、総理が議長なので、総理からの指示に見えるのではないか」と書かれているとし、朝日新聞による「印象操作」と言われても仕方がないと主張している。
産経新聞の今仲信博記者は、2017年7月10日におこなわれた閉会中審査で、前愛媛県知事の加戸守行が文部科学省の過去の行為を批判した発言を朝日新聞と毎日新聞が報じなかったとして、「報道の“印象操作”が浮き彫りとなった」と主張している。

### 社員著書出版禁止事件
朝日新聞は2021年10月、同社記者で新聞労連特別中央執行委員の青木美希が政治家にインタビューを重ねてまとめた『なぜ原発を止められないのか』（仮）について、その出版の禁止を本人に通達した。通常、朝日新聞社社員の著作は職務・非職務を問わず、出版が許可されるのが慣例であったが、朝日新聞史上初の出版禁止となった。

## 読者層
朝日新聞の読者は読売新聞に次いで首都圏と近畿圏で多く、中日新聞に次いで名古屋圏で多い。2013年現在シェア1位の都道府県はないが、全国的に満遍なく読まれている。
また2002年及び2008年の調査では、読者の政治的革新性、大卒・院卒および上層ホワイトカラーの割合、読者の平均世帯年収、一部上場企業の課長・部長クラスへの到達率等の要素について、全国紙の中で日本経済新聞読者に次ぐ水準であった。赤川次郎・香山リカ・早乙女勝元・森村誠一・渡辺謙といった、論評が『私の視点』で取り上げられるなど識者・著名人が一個人として投書することでも知られる。

## 紙面

### 題字・地紋
| 左：大阪・西部・名古屋本社版の題字 / 右：東京本社版の題字（共に1940年9月1日より使用） |  | 左：大阪・西部・名古屋本社版の題字 / 右：東京本社版の題字（共に1940年9月1日より使用） |
| 左：大阪・西部・名古屋本社版の題字 / 右：東京本社版の題字（共に1940年9月1日より使用） |  |                                                                                       |

広告等で使用されるゴシック体のロゴ

- 題字には、横棒が一本多い「新」の本字（ / 𣂺）を使用している。「木」の部分の横棒が一本多く「未」となっているが、本来「新」や「親」の偏の部分は「辛」と「木」からなり（「シン」という読みも「辛」による）、このように横棒が一本多い字体が字源的には正しい[389]。1954年時点では日本新聞協会に加盟している新聞のうち半数近くが同様の字体を使用していた。2021年現在では協会加盟紙のうち朝日新聞と地方紙8紙が使用している（新の本字参照）。
- 朝日新聞の題字は唐の書家である欧陽詢の『宗聖観記』の中の筆跡から作字したもので、「新」の字のみ『宗聖観記』の中になかったことから、「親」の字の左側（偏）と「柝」の字の右側（旁）をもとに「新」を合成している[389]。
- 題字の地紋は、東日本（静岡県以東）と西日本（愛知県以西）で異なっている。東京本社と北海道支社の地紋は、1888年に「東京朝日新聞」として東京に進出した頃から使用している「サクラ」であり、「敷島の大和心を人をはば 朝日ににほふ山桜花」の古歌の意味を表している[390]。大阪本社と西部本社、名古屋本社の地紋は「浪速の葦（なにわのあし）」であり、大阪で創刊された新聞であることを表している[注釈 51]。
- なお、2007年4月から題字の左横には、朝刊には発行対象地域の天気予報（全国の予報・気象概況・天気図は社会面<東京版・大阪版>かテレビ番組面<名古屋版・西部版>、ただし東京版朝刊も2011年3月31日付までは名古屋版・西部版と同じく、テレビ番組面に全国の予報・概況・天気図が掲載されていた）、主要・注目記事の概要と目次、更にその下に主要連載記事目次（大阪版は題字左横に主要連載記事目次<夕刊も同様>、天気予報は注目記事目次の下に掲載されていたが、2019年4月1日付から東京版とほぼ同様のレイアウトに統一された）、夕刊には「Be Evening」の記事紹介が掲載されている。
- テレビ番組の提供クレジットや広告媒体においては、題字とは異なるロゴが使われている。これは角ばった文字で書かれたもので、2001年頃から採用されている。当初の数年は「日」と「新」の一部を赤文字にして「21」に見えるようにしていたが、現在は「日」だけを赤文字にしたもの（他は黒文字）を採用している。

### 字体と書体
- 1950年代から、当用漢字表外の漢字の表記について朝日新聞社が独自に簡略化した通称朝日文字と呼ばれる字体が使用されていたが[391]、2007年1月15日[392]に約900の漢字について康熙字典体に基づく字体に改められ、紙面から姿を消した。
- 現代日本で新聞の本文に使われる活字書体（フォント）は横長の扁平活字が一般的になっているが、1941年に朝日新聞が新聞各社に提案し、同年12月に導入したのがその始まりである。新聞による扁平活字の使用自体には1904年から1916年までの萬朝報という前例がある[393]。
- 新聞社が独自の書体を開発・保有するのは日本国内でも数社に限られるが、朝日新聞が用いる朝日書体はそのうちの一つ。1940年から1953年まで大阪本社に在籍した太佐源三による書体を基に拡充され、印刷機材などの変更に合わせて改刻されてきた。出版社・新聞社やデザイナーから使用したいという要望が多く寄せられていたことから、2013年7月以降イワタを通じて書体がOpenType形式で発売されている[394]。
- 欄外の横題字も太佐源三によるデザインであるといわれている[395]。

### 広告

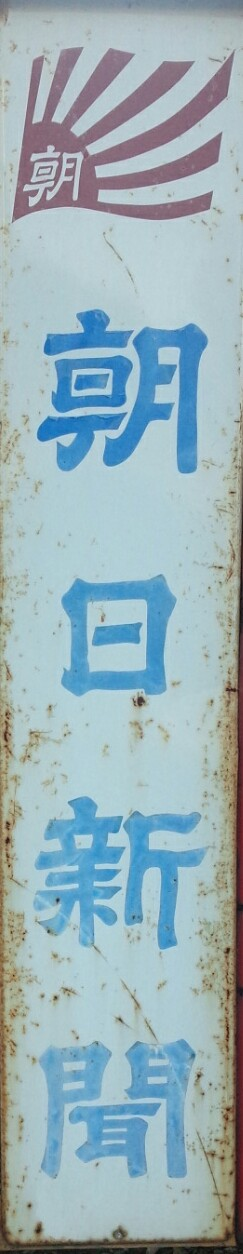
朝日新聞のホーロー看板

- 天声人語などのコラムが入試問題になることも多いため[注釈 52]、教育関連や就職情報などの広告が他紙に比べて多い（特集記事として「朝日求人」が掲載されることもある）。
- 過去に『週刊新潮』などが自社に批判的な記事を載せた際、事実誤認であると主張し、何度か広告掲載を拒否した事例もある（2005年12月15日、2006年10月4日）。
- 宗教関連の広告は、書籍広告を中心に出稿を受け付けている（浄土真宗親鸞会系の1万年堂出版や幸福の科学の幸福の科学出版[注釈 53]、創価学会の聖教新聞社、潮出版社、第三文明社）。ただし、冨士大石寺顕正会からの出稿は過去2度に渡って断っており、特に1997年7月16日朝刊に出稿を依頼した「日蓮大聖人に帰依しなければ日本は必ず亡ぶ」の全面広告は他紙が軒並み受けたのに対し、朝日新聞だけは断固として拒否した[396]。
- 2009年12月4日付の朝刊にて、40ページ中の9面にわたってONE PIECEの全面広告が掲載された[397][398]。
- 2010年4月20日付の朝刊にて、幻冬舎より発売の元バレリーナ草刈民代のヌード広告を掲載した。朝日新聞社は取材に対して、「弊社広告掲載基準にそって審査し、掲載しました」とコメントを発表[399]。
- 2011年2月3日付の朝刊にて、アイドルグループ「嵐」のメンバー5人の肖像画を、各人が主演したドラマの原作漫画家が書き下ろすという8ページ立ての広告特集が組まれた[400]。担当した漫画家は松本大洋（鉄コン筋クリート）、羽海野チカ（ハチミツとクローバー）、神尾葉子（花より男子）、長友健篩（バーテンダー）、藤子不二雄A（怪物くん）の5人。

### 番組表
1972年7月までは、番組表は東京本社と大阪本社の朝刊で中面に掲載（最終面は地方版）されていたが、最近では新聞休刊日を除き最終面に掲載。
1992年4月より、Gコード番組表を日本の新聞として初めて掲載した。
- 当初は、東京版では夕刊の番組表を本編から切り離して別冊『Gセクション』として掲載。1面に在京キー局の翌日の放送開始から終了時（24時間放送の局は翌日基点時間〜翌々日の基点時間）の番組表、最終面には当日夕方17時から放送終了時（または翌日基点時）の番組表をフルサイズで掲載。その他、中面にはエンターテインメント関連の記事や、関東地方の独立UHF放送局、衛星放送、ラジオの番組表が掲載されていた。
- 大阪など他地区では、夕刊にジャンル別のGコード番組表を掲載。夕刊のない地域では土曜日に1週間のジャンル別番組表を載せた。
- その後、他の新聞にも掲載されるようになり、朝日新聞東京版夕刊の別冊記事は廃止され、夕刊・朝刊とも原則として最終面（休刊日は2日分を中面）にGコード番組表が載るようになった。

テレビ欄の掲載の特徴として、関東地方・近畿2府4県と系列放送局のない地域（山梨県・富山県・鳥取県・島根県・徳島県・高知県・佐賀県）、および加盟局がありながらもクロスネットである福井県・宮崎県を除いて、テレビ朝日系列局（ANN加盟局）を日本放送協会（NHK）の地上波の2チャンネルの次に載せている（関東・近畿はチャンネル順で、その他は開局順）。なお山陰地方では、系列外ではあるが朝日新聞社が主要株主であるBSSテレビが民放最左端である。NHK Eテレのデジタル別編成番組については別欄とせず、その日の深夜放送の番組の下（番組表の末尾）に載せている。1996年ごろから、東京本社発行分では個別のラジオ番組の解説がなくなり、現在ではラジオ欄そのものを除いたラジオに関係する記事は、社会面などに掲載される場合を除くと、週1回掲載される「ラジオアングル」だけになっている。
2009年3月30日付からは、関東地方向けのテレビ欄がテレビ放送開始以来長年続いたアナログチャンネル番号の小さい順から、地上デジタル放送のリモコン番号の小さい順に再編され、中面に掲載されていたBSデジタル放送とWOWOWの番組表が最終面での掲載に変更された。名古屋本社版では、およそ20年ぶりにテレビ愛知の番組表が在名他局より縮小され、ぎふチャン（岐阜放送）や三重テレビのサイズに近づいたが、2010年春に元に戻った。ラジオ欄の局名表記は2009年3月30日付から東京本社版・名古屋本社版・北海道支社版では、長年掲載されていた周波数の表記が省略され、局名と問い合わせ電話番号のみの表記になった。ただし関東版では同年5月ごろに周波数表記が再開された。
番組表は朝日新聞グループの日刊スポーツ新聞社の関連会社である日刊スポーツPRESSから配信されたものを掲載している。
2011年3月31日まで大阪本社版（紙面配置スペースの関係上1面掲載）を除いて、最終面のテレビ面には全国の発行日付の天気予報が収録されていたが、文字のサイズ拡大に伴い、同年4月1日以後の東京本社版は、主要都市当日分が1面の題字左横、その他の都市の当日分を含む1週間分の天気予報・気象概況・天気図は社会面に掲載されている（大阪は従前と同じ。1面題字左横は主要連載記事の目次を載せており、名古屋・西部では引き続き、天気予報の詳細はテレビ面に掲載されている。また国際衛星版は題字左横の天気欄が掲載される箇所を「国際衛星版」の題字に差し替えている）。

### 版立て
最終版は、朝刊14版、夕刊4版。紙面枠外の上部に記載されている。記事・写真の入稿締め切り時刻や、版ごとの配達地域は公表されていない。

### 4コマ漫画
1949年以降のものを記載。
朝刊
- ブロンディ（Murat Bernard "Chic" Young作） 1949年1月1日 - 1951年4月15日
- サザエさん（長谷川町子作） 1951年4月16日 - 1953年1月15日、1953年4月1日 - 1974年2月21日
- トンちゃん（矢崎武子作） 1953年1月16日 - 1953年3月31日
- フジ三太郎（サトウサンペイ作） 1979年1月1日 - 1991年9月30日
- となりのやまだ君（1997年1月1日より「ののちゃん」に改題、いしいひさいち作） 1991年10月10日 - 連載中（2009年11月22日から2010年2月28日まで、作者・いしいの病気療養のため休載）

夕刊
- サザエさん（長谷川町子作） 1949年11月30日 - 1951年4月15日（夕刊朝日新聞で連載）
- クリちゃん（根本進作） 1951年2月1日 - 1965年3月31日（1951年9月30日までは夕刊朝日新聞で連載）
- フジ三太郎（サトウサンペイ作） 1965年4月1日 - 1978年12月28日
- ペエスケ（園山俊二作） 1979年1月4日 - 1992年6月27日
- サミット学園（山井教雄作） 1993年6月1日 - 1996年3月30日
- Mr.ボォ（2000年4月3日より「ワガハイ」に改題、砂川しげひさ作） 1996年4月1日 - 2002年3月30日
- 地球防衛家のヒトビト（しりあがり寿作） 2002年4月1日 - 連載中

## 発行地域

### 夕刊発行地域
夕刊がある「朝夕刊セット版」の発行地域は北海道のうち上川、空知、石狩、後志、胆振、関東地方5都県（栃木県・群馬県除く）、静岡県、近畿地方全府県、山口県、福岡県、沖縄県の以上16都道府県。それ以外の地区では、朝刊のみの「統合版」が発行されている。かつては東海3県（愛知・岐阜・三重）、佐賀県、大分県、山梨県、栃木県、群馬県でも夕刊が発刊されていたが、統合版に移行した。

## 縮刷版
主要紙の例に漏れず、新聞縮刷版（以下「縮刷版」）を定期刊行している。
- 一か月分の朝日新聞（朝日新聞東京本社発行の東京23区内最終版）の全紙面をA4サイズに縮小し、一冊の本にまとめたもの[404]が全国の図書館などで閲覧できるほか[405]、一般販売もされている[404]。
- 戦前は東京朝日新聞（現・朝日新聞東京本社）と大阪朝日新聞（現・朝日新聞大阪本社）が別々に縮刷版を発行していた[406]。
- 1950年9月27日に掲載した伊藤律の捏造会見（伊藤律会見報道事件）については、白紙にし「(お断り)こゝに掲載された伊藤律氏との会見記は事実無根と判明したので全文を削除しました」と記述されており、元々掲載されていた記事を閲覧することはできなくなっている[407][注釈 62]。
- 1989年4月号には、4月20日付夕刊一面に掲載された、珊瑚記事捏造事件に発展した「サンゴ汚したK・Yってだれだ」の見出しによる写真記事がそのまま収録され、同日付の欄外に、「おことわり 写'89『地球は何色?』の写真については、本社の取材に過ちがありました。『おわび』を五月十六日付と同二十日付の朝刊一面に掲載しています」と記述したお詫び文が記載されている。
- 通常の縮刷版とは別に、重大災害・事件・事故の際に「特別縮刷版」が発行される場合がある。1989年の昭和天皇崩御[408]や1995年の阪神・淡路大震災[409]、2011年の東日本大震災[410]の際は、重要記事を中心とした特別縮刷版が発行されている。

## ネット事業
- 朝日新聞デジタル（2012年1月23日にasahi.comを統合）
- 論座[411]
- & [and][412][413]
- EduA[414][415]
- MOOVOO[416][417]
- NewsVideo（毎日新聞、産経デジタル、神戸新聞、神奈川新聞、沖縄タイムス、茨城新聞と共同運営[418]）
- withnews[419]
- CNET Japan[420]
- 好書好日[421]
- アピタル
- ジョブラボ
- どらく（2006年終了）
- 朝日新聞スポーツ記者の表話・裏話（2007年終了）
- ウェブ朝日新聞（2007年6月30日をもって休止）
- 新s（朝日新聞・日本経済新聞・読売新聞の3紙共同運営、2012年2月29日をもって休止）

## 冠ニュース番組
- 朝日新聞ニュース（読売・朝日・毎日3社ニュース）
- 朝日フラッシュニュース（5社ニュース）
- ABCニュース
- KBC朝日新聞ニュース (2018年3月まで)
- 朝日新聞テレビ夕刊 (1979年3月まで)
- 朝日新聞の声 (1991年まで)